# Révolution tunisienne
« Révolution de jasmin » redirige ici.  Pour la « Révolution au jasmin » de 1987, voir Zine el-Abidine Ben Ali.

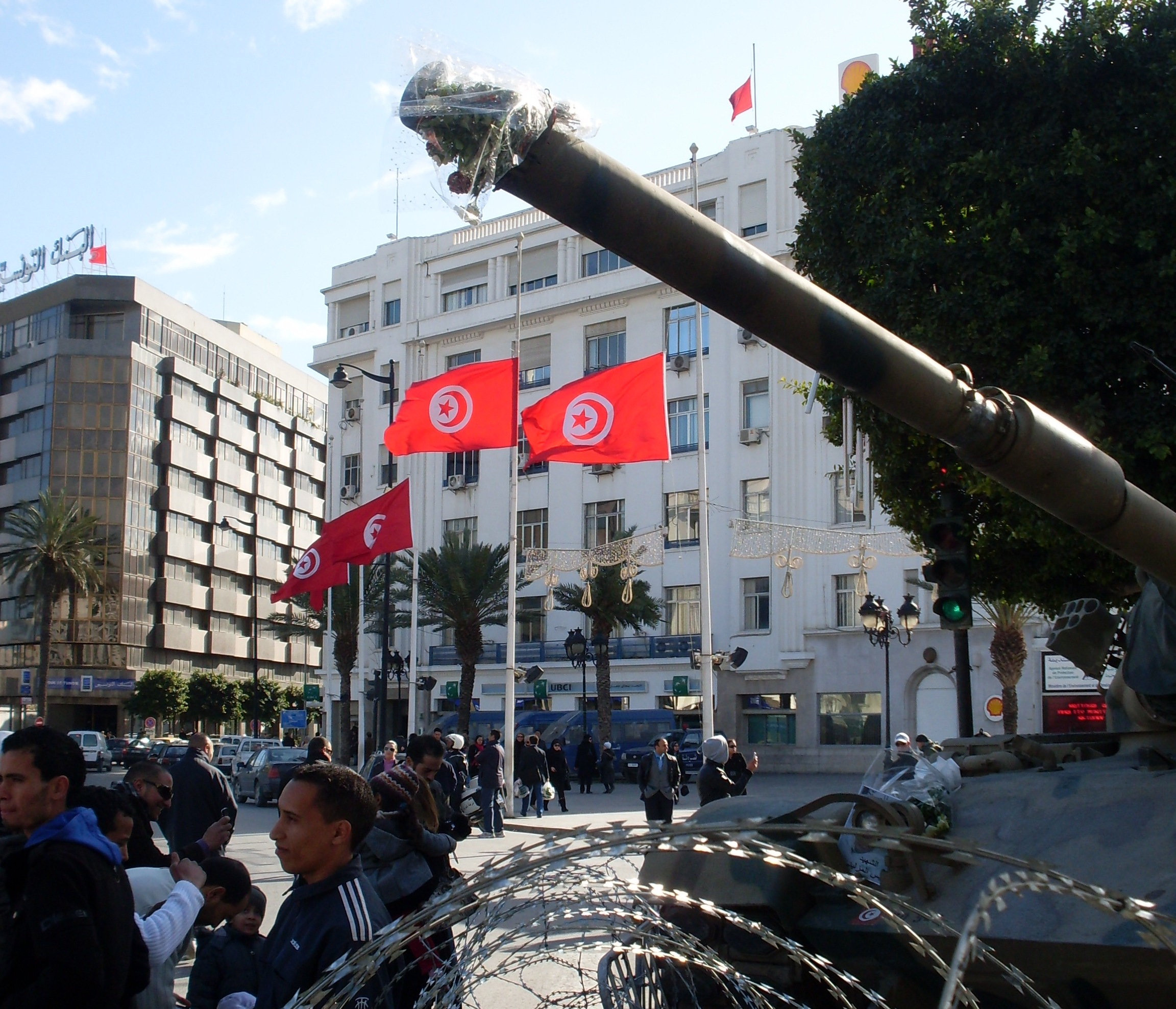
L'armée tunisienne sur l'avenue Habib-Bourguiba à Tunis.

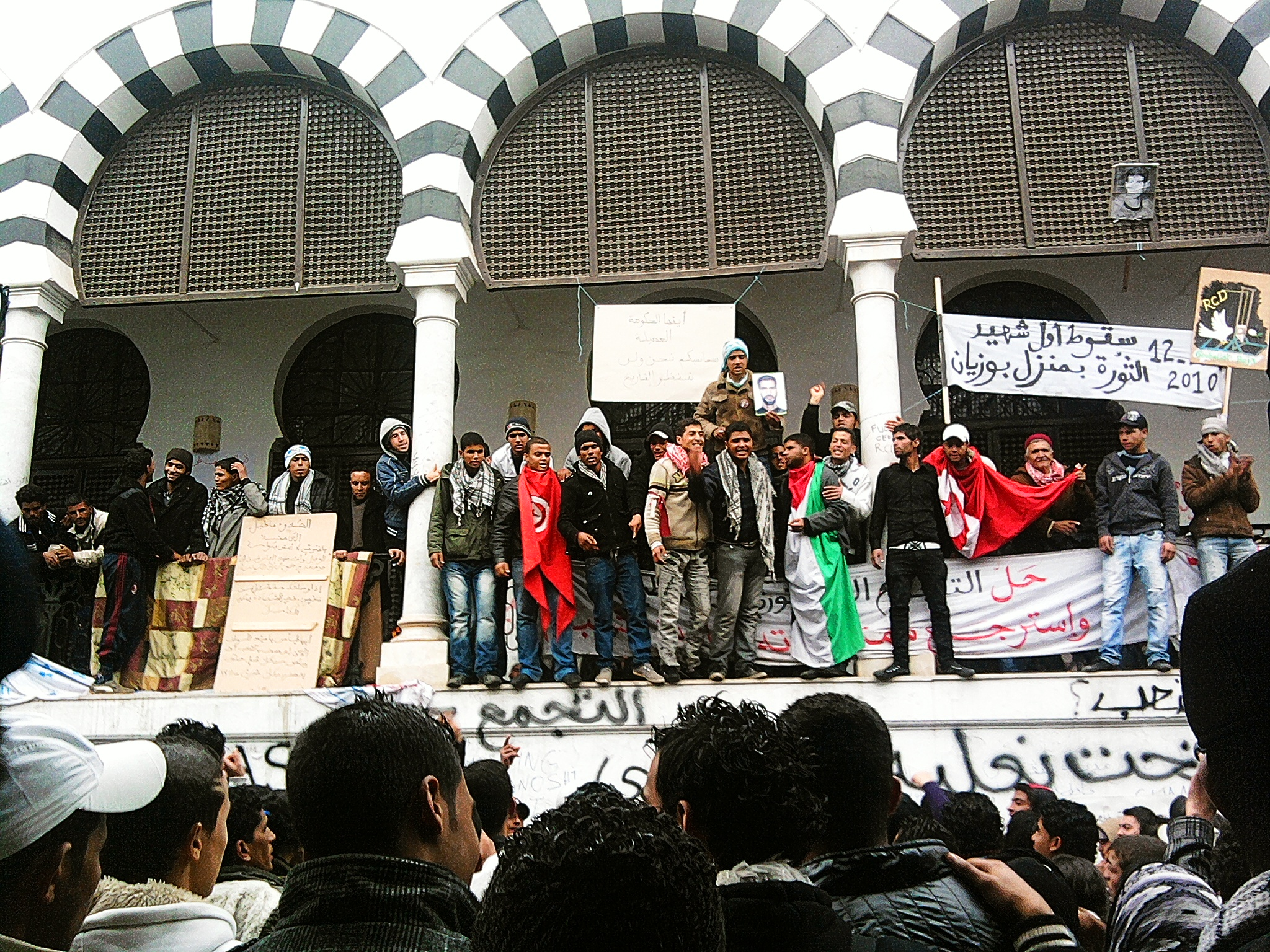
Sit-in à la Place de la Kasbah à Tunis, le 28 janvier 2011.

La révolution tunisienne (en arabe : الثورة التونسية), parfois appelée « révolution du jasmin,,, » (en arabe : ثورة الياسمين), est une révolution considérée comme partiellement non violente, qui par une suite de manifestations et de sit-in durant quatre semaines entre décembre 2010 et janvier 2011, a abouti au départ du président de la République de Tunisie, Zine el-Abidine Ben Ali, en poste depuis 1987. L'appellation « révolution du jasmin » a été une source de débat, car elle renvoie aussi à la prise du pouvoir de Ben Ali en 1987 (qualifiée de « révolution au jasmin »).
Les Tunisiens préfèrent le nom de « révolution de la dignité » (ثورة الكرامة) pour qualifier les évènements de 2010-2011.
Parties de la ville de Sidi Bouzid, d'où le nom original de « révolte de Sidi Bouzid » (ثورة سيدي بوزيد) ou d'« intifada de Sidi Bouzid, », ces manifestations sont menées en protestation contre le chômage qui touche une forte proportion de la jeunesse, plus particulièrement les jeunes diplômés, la corruption et la répression policière.
Les manifestations débutent le 17 décembre 2010, après l'immolation par le feu d'un jeune vendeur ambulant de fruits et légumes à Sidi Bouzid, Mohamed Bouazizi, dont la marchandise avait été confisquée par les autorités et à la suite d'une agression physique subie de la part d'une policière, Fadia Hamdi.
Quatre semaines de manifestations continues, s'étendant à tout le pays malgré la répression et amplifiées par une grève générale, provoquent la fuite de Ben Ali vers l'Arabie saoudite le 14 janvier 2011.
Le Conseil constitutionnel désigne le président de la Chambre des députés, Fouad Mebazaa, comme président de la République par intérim en vertu de l'article 57 de la Constitution de 1959.
Cette désignation et la constitution d'un nouveau gouvernement dirigé par le Premier ministre sortant Mohamed Ghannouchi ne mettent cependant pas fin à la crise ; le contrôle de huit ministères par le parti de Ben Ali, le Rassemblement constitutionnel démocratique (RCD), est contesté par l'opposition, et les manifestations continuent.
Le deuxième gouvernement Ghannouchi ne dure que du 27 janvier 2011 au 27 février 2011 : la pression populaire et syndicale pour un changement le plus complet possible et les violences continues entraînent la nomination d'un nouveau gouvernement dirigé par Béji Caïd Essebsi et la dissolution du RCD le 9 mars 2011.
Les mois de mars et d'avril voient la définition progressive du processus de transition, sous la houlette de la Haute instance pour la réalisation des objectifs de la révolution, sans que toutefois ce « véritable conflit de classes » moderne ne voie ses causes résolues.
Les affrontements durant la révolution ont fait 338 tués et 2 174 blessés.

## Contexte

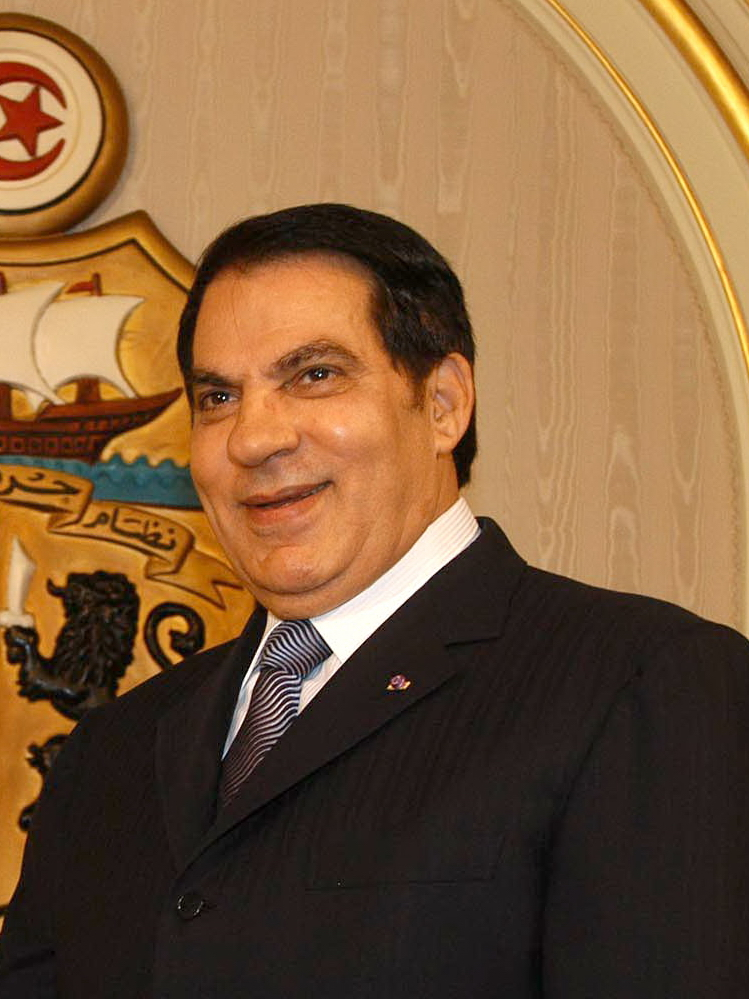
Zine El Abidine Ben Ali, président de Tunisie.

### Inégalités sociales et régionales
L'explosion de colère a pour origine de profondes inégalités sociales et disparités régionales de développement qui nourrissent un sentiment d'injustice et d'humiliation qu'éprouve le sous-prolétariat des régions de l’intérieur du pays, discriminé sur les plans économique, social et politique.
Au-delà de ces facteurs régionaux et sociaux, il faut ajouter un facteur générationnel : le sentiment d’étouffement qu'éprouve la jeunesse, « proportionnel à son désir de détruire ce qui entrave sa liberté d’être et d’avoir ».
Le sentiment d’injustice qu'éprouve la jeunesse joue d’autant plus qu'elle est nombreuse : 42 % des Tunisiens ont moins de 25 ans.
Pour le journaliste Taoufik Ben Brik, les jeunes manifestants « n'appartiennent ni à des partis, ni à des organisations syndicales, ni à des associations de la société civile […] mais ils se sont identifiés à Mohamed Bouazizi ».
Pour lui « l'intifada de Sidi Bouzid » s'inscrit dans un large mouvement de révoltes commencé à Gafsa en 2008, qui s'est poursuivi à Ben Gardane en août 2010 et qui n'a jamais été résolu.
En effet, dès 2008, dans une forme de « répétition générale », la colère populaire s'était manifestée lors du mouvement du bassin minier de Gafsa, pendant plus de six mois et appelait déjà au respect de la justice sociale et de la dignité.
Des centaines de Tunisiens avaient alors été arrêtés, torturés ou emprisonnés, certains trouvant la mort dans les affrontements avec la police, dans la quasi-indifférence des médias européens et tunisiens.
Selon une étude de l'Union générale tunisienne du travail (UGTT), le chômage touche 44 % des femmes diplômées d'université et 25 % des hommes diplômés d'université de Sidi Bouzid, contre respectivement 19 % et 13,4 % en moyenne en Tunisie.

### Corruption et népotisme
Les causes sont également politiques : le président Zine el-Abidine Ben Ali et sa famille, notamment celle de sa seconde épouse Leïla, le clan Trabelsi, qualifiée selon les observateurs de « clan quasi-mafieux », sont directement mis en cause dans des affaires de corruption, de détournement de fonds ou de vol,.
Pour Khemaïs Chammari, ancien député de l'opposition, ancien secrétaire général de la Ligue tunisienne des droits de l'homme et membre du « comité Sidi Bouzid », la gestion du développement des régions est critiquée mais aussi la corruption et le népotisme du régime.
Outre Leïla Ben Ali, dont un portrait mafieux est dressé par l’auteur français Nicolas Beau dans son livre La Régente de Carthage : Main basse sur la Tunisie, c’est son neveu Imed Trabelsi qui a le plus fait entendre parler de lui dans des affaires de détournement et de vol en bande organisée, non seulement en Tunisie mais aussi en France et en Allemagne : l'affaire du yacht volé en 2006 en Corse ne fait pas l'exception.
À ce jour[Jusqu'à quand ?], Imed Trabelsi est détenu dans la prison d’El Mornaguia et attend d’être jugé dans plusieurs affaires de corruption. Également, le gendre du président Ben Ali, Mohamed Sakhr El Materi fait l'objet de maintes critiques : propriétaire de la Banque Zitouna et de concessions automobiles, il contrôle aussi le groupe de presse Dar Assabah qui publie les deux principaux journaux du pays.
Plusieurs observateurs définissent le régime benaliste de « kleptocratie », ce qui entraîne le rejet du régime, à la fois dans les classes populaires et dans les milieux d’affaires.

### Oppositions au régime à la veille de la révolution
Durant tout le long de l'année 2010, le régime de Zine el-Abidine Ben Ali engendre une opposition de la part d'une série de forces politiques et d'acteurs de la société civile.
Des partis politiques classiques d'opposition non reconnus tentent d'exercer leurs activités, souvent en exil, malgré leur interdiction : le parti islamiste Ennahdha, le parti d'extrême gauche Parti communiste des ouvriers de Tunisie, le Congrès pour la République et Tunisie verte (écologiste).
Des organisations de défense des droits de l'homme tentent également de dénoncer des violations des libertés et de s'opposer au discours officiel : la Ligue tunisienne des droits de l'homme, le Conseil national pour les libertés en Tunisie, l'Association internationale de soutien des prisonniers politiques, l'Association de lutte contre la torture en Tunisie ou encore le Centre pour l'indépendance de la justice et des avocats.
Enfin, depuis les années 2000, l'opposition au président Ben Ali voit l'émergence d'une nouvelle génération de jeunes qui se distinguent par un nouveau type d'engagement, centré sur le numérique et un discours qui s'adresse à de larges franges de la population et en particulier à la jeunesse. Parmi ces derniers, Malek Khadhraoui, membre du média d'opposition Nawaat, Selim Ben Hassen, qui fonde le mouvement de jeunes opposants Byrsa, Lina Ben Mhenni, le caricaturiste -Z- (Débat Tunisie), Yassine Ayari, Slim Amamou, Azyz Amami, Amira Yahyaoui ou encore Haythem El mekki. Des campagnes telles que Nhar Ala Ammar illustrent cette nouvelle manière de s'engager dans le champ public et de défier le régime en place.

### Mohamed Bouazizi
Mohamed Bouazizi est un vendeur de fruits et légumes ambulant habitant à Sidi Bouzid, ville située dans le centre-ouest du pays. Fils d'ouvrier agricole, son activité de vendeur constitue le seul revenu régulier de sa famille. Ne possédant pas d'autorisation officielle, il se fait confisquer sa marchandise à plusieurs reprises par les employés municipaux. Essayant de plaider sa cause et d'obtenir une autorisation et la restitution de son stock auprès de la municipalité et du gouvernorat, il s'y fait insulter et chasser,.
Le 17 décembre 2010, à l'âge de 26 ans, il s'asperge d'essence et s'immole devant le siège du gouvernorat.
Il a été hospitalisé dans le centre de traumatologie et des grandes brûlés de Ben Arous là ou il a reçu la visite du président Ben Ali le 28 décembre 2010.
Ayant pressenti le danger de cet acte et ce qu'il pourrait engendrer, ce jour même, le président accueille la mère de Bouazizi au palais présidentiel lui promettant 20 000 dinars (7 000 euros) et même un travail pour la sœur de Mohamed, diplômée niveau bac +3 mais toujours au chômage (ce qui est le cas de la majorité des diplômés).
Tout cela n'a pas rassasié la rage des victimes de la répression policière qui s’additionnent jour après jour. Le jeune homme meurt le 4 janvier 2011, dix-huit jours après son acte désespéré pour allumer la flamme de la révolution. Le lendemain, la protestation s’étend encore. Environ 5 000 personnes assistent à son enterrement. Ainsi donc, l'indignation suscitée par le suicide du 17 décembre se mue en révolte principalement parce que les manifestants partagent les motifs de Mohamed Bouazizi — cherté de la vie, frustration des chômeurs et en particulier des diplômés, mépris des autorités et dureté de la police, — au point que le geste de Mohamed Bouazizi est imité par deux autres jeunes.
Dix jours plus tard, le régime autoritaire de Zine el-Abidine Ben Ali, en place depuis 23 ans, s’effondre.

## Renversement du président Ben Ali
| \| Tunis Sidi Bouzid Meknassy Menzel Bouzaiane Gafsa Kasserine Regueb Makthar Thala Douz Sousse Sfax Gabès El Hamma Tataouine Ben Gardane Béja Jendouba \| Localisation des manifestations. |
| Tunis Sidi Bouzid Meknassy Menzel Bouzaiane Gafsa Kasserine Regueb Makthar Thala Douz Sousse Sfax Gabès El Hamma Tataouine Ben Gardane Béja Jendouba                                        |

### Début de la révolte de Sidi Bouzid
Dès le 17 décembre 2010, des dizaines de commerçants rejoints par des jeunes et des proches de Bouazizi se réunissent pour protester. Durant le week-end, les rassemblements s'amplifient ; la police tente de les disperser mais la situation dégénère : plusieurs agents et manifestants sont blessés, des interpellations ont eu lieu,,.
Le 22 décembre, un autre jeune, Houcine Neji, âgé de 24 ans, escalade un poteau électrique de la ville et crie qu'il ne veut « plus de misère, plus de chômage ».
Alors que plusieurs personnes le supplient de redescendre, il meurt électrocuté en touchant les câbles de trente mille volts. Aussitôt, la révolte reprend plus violemment et s'étend aux villes voisines de Meknassy et Menzel Bouzaiane. Dans cette dernière, les manifestants incendient le siège de la délégation et assiègent le poste de la garde nationale.

### Extension du mouvement

#### Mouvement qui se propage
Le 24 décembre 2010, la révolte se propage dans le centre du pays, notamment à Menzel Bouzaiane, où Mohamed Ammari est tué par balle dans la poitrine par la police. D'autres manifestants sont également blessés, y compris Chawki Belhoussine El Hadri, qui meurt le 30 décembre.
La police affirme avoir tiré en état de légitime défense. Un quasi couvre-feu est ensuite imposé sur la ville par la police.
À l'appel de militants syndicaux, la révolte atteint la capitale Tunis le 27 décembre, avec environ mille citoyens exprimant leur solidarité avec Bouazizi et les manifestants de Sidi Bouzid. Le lendemain, l'Union générale tunisienne du travail tente d'organiser un sit-in à Gafsa mais la police l'en empêche. Dans le même temps, environ trois cents avocats se réunissent devant le Premier ministère à Tunis.
Le 28 décembre 2010, le président Ben Ali se rend au chevet de Mohamed Bouazizi. Le même jour, il critique dans un discours diffusé en direct sur la chaîne nationale Tunisie 7 les manifestants qui ne seraient qu'« une minorité d'extrémistes et d'agitateurs », annonce que des sanctions sévères seront prises et s'en prend aux chaînes de télévision étrangères qu'il accuse de diffuser des allégations mensongères et d'être responsables des troubles. Mais son discours n'a pas d'impact et d'autres villes de province s'embrasent, dont Gafsa, Sousse, Gabès et Kasserine.
Le 29 décembre, il remanie le gouvernement en limogeant le ministre de la Communication, Oussama Romdhani, et annonce aussi des changements à la tête des ministères du Commerce, des Affaires religieuses et de la Jeunesse.
Le lendemain, il annonce la mutation des gouverneurs de Sidi Bouzid, Jendouba et Zaghouan.
Le 30 décembre, la police disperse dans le calme une manifestation à Monastir, tout en utilisant la force pour perturber d'autres manifestations à Sbikha et Chebba. Le soir, la chaîne maghrébine privée Nessma TV diffuse une série de reportages sur les événements ainsi qu'un débat inédit au cours d'une émission spéciale ; pour la première fois, les questions de corruption et de censure de la presse sont librement évoquées par les participants, qui s'abstiennent néanmoins de toute critique directe du président Ben Ali ou de son entourage.
Selon Le Monde, ces propos « n'apprennent rien à beaucoup de Tunisiens, mais détonnent dans le paysage médiatique » jusqu'alors sous contrôle total du ministère de la Communication.
Les mouvements sociaux se poursuivent le 31 décembre 2010 alors que les avocats à Tunis continuent de se mobiliser à l'appel de l'Ordre national des avocats de Tunisie. Mokhtar Trifi, président de la Ligue tunisienne des droits de l'homme, déclare que des avocats ont été « sauvagement battus ». À la fin décembre, pour Brian Whitaker, journaliste au quotidien The Guardian, les manifestations sont suffisantes pour mettre un terme à la présidence de Zine el-Abidine Ben Ali, la situation ressemblant selon lui à celle de la fin du régime de Nicolae Ceaușescu. Pour Al Jazeera, ce « soulèvement » est la conséquence « d'une combinaison mortelle de pauvreté, de chômage et de répression politique : trois caractéristiques de la plupart des sociétés arabes ».

#### Mouvement qui prend de l'ampleur
Le 3 janvier 2011, des manifestations contre le chômage et la hausse du coût de la vie dégénèrent à Thala : deux cent cinquante personnes, pour la plupart des étudiants, défilent en soutien aux manifestants de Sidi Bouzid mais sont dispersées par la police. En réponse, elles auraient mis le feu à des pneus et attaqué le bureau du Rassemblement constitutionnel démocratique (RCD), le parti du président Ben Ali au pouvoir.
Les manifestations continuent et le mouvement se renforce progressivement des différentes composantes de la société tunisienne. Le 6 janvier, ce sont les avocats qui se mettent en grève par milliers pour protester contre les violences policières. Le 8 janvier, un commerçant âgé de 50 ans s'immole à son tour à Sidi Bouzid. Les affrontements entre manifestants et forces de l'ordre sont de plus en plus meurtriers : les 8 et 9 janvier, quatorze civils sont tués par balle à Thala, Kasserine et Regueb selon le gouvernement, vingt selon l'opposition, au moins vingt-trois selon le journal Le Monde. Le 10 janvier, un jeune diplômé de Sidi Bouzid met fin à ses jours, portant à cinq le nombre de suicides depuis celui de Mohamed Bouazizi. Les affrontements se poursuivent dans le triangle Thala-Kasserine-Regueb : des marches funèbres à la mémoire des morts des jours précédents dégénèrent en nouveaux affrontements avec la police ; un nouveau bilan établi par un responsable syndical fait état d'au moins cinquante morts et le personnel de l'hôpital de Kasserine proteste officiellement « contre le nombre élevé de victimes et la gravité des blessures ». À Tunis, les étudiants manifestent et la police anti-émeute assiège l'Université El Manar dans laquelle des centaines d'étudiants se sont retranchés. À Ettadhamen, dans la banlieue de Tunis, de violents heurts éclatent entre les forces de l'ordre et les manifestants qui saccagent des magasins et incendient une banque.
Des émeutes de cette ampleur sont rares dans ce pays : ce sont les troubles les plus importants auxquels le pays ait été confronté depuis les émeutes du pain, en 1984, ainsi que le rapporte le journal Le Monde.
Le président Ben Ali reprend la parole le 10 janvier pour dénoncer les « voyous cagoulés aux actes terroristes impardonnables […] à la solde de l'étranger, qui ont vendu leur âme à l'extrémisme et au terrorisme ». Il annonce la création de trois cent mille emplois en deux ans et la fermeture temporaire de tous les établissements scolaires et universitaires. Quelques minutes après le discours du président, des émeutes éclatent à Bizerte où des manifestations lycéennes ont eu lieu dans la matinée. Les émeutiers affrontent les forces de l'ordre dans divers endroits de la ville et mettent le feu au bureau régional de l'emploi. Des scènes similaires sont enregistrés à Gafsa.
Le 12 janvier, une grève générale est déclenchée à Sfax. Une manifestation rassemble environ 50 000 citoyens. Les slogans sont devenus clairement politiques. Le local du RCD est attaqué et brûlé. Le Premier ministre Mohamed Ghannouchi annonce le limogeage du ministre de l'Intérieur Rafik Belhaj Kacem ainsi que la libération de toutes les personnes arrêtées depuis le début du conflit dans l'optique d'apaiser la révolte. L'après-midi, des affrontements se produisent à Bizerte et à Jebiniana où les forces de l'ordre se retirent. À Bizerte, on assiste à des scènes de saccage de certains commerces. Les habitants de la ville soupçonnent des miliciens d'être derrière les pillages et commencent à s'organiser en groupes d'auto-défense.
Les annonces ne calmant pas le mouvement, Zine el-Abidine Ben Ali annonce le 13 janvier au soir qu'il ne se représentera pas en 2014 au poste qu'il occupe ; il donne aussi l'ordre à la police de ne plus tirer sur les manifestants, promet une pleine liberté de la presse et d'Internet et annonce une baisse des prix de certains produits alimentaires de base,.
Le lendemain, l’armée est déployée à Tunis. En dépit de cela, de nouveaux affrontements, qui éclatent au cœur de la capitale, sont réprimés par les forces de l'ordre par le biais de tirs de gaz lacrymogènes. En fin d'après-midi, le leader communiste Hamma Hammami est arrêté à son domicile près de la capitale. À Douz, dans le sud du pays, deux civils sont tués dont un Français d'origine tunisienne. Un autre mort est rapporté à Thala et cinq civils sont blessés par balle à Sfax. Au matin du 13 janvier, la Fédération internationale pour les droits humains affirme détenir une liste nominative de soixante-six personnes tuées depuis le début des événements. Un jeune manifestant est tué par balles au cœur de Tunis dans l'après-midi alors que des troubles éclatent dans la station balnéaire d'Hammamet où un poste de police et une permanence du parti au pouvoir sont détruits ainsi que des résidences cossues, dont l'une appartiendrait selon des habitants à un proche du chef de l'État.
- Manifestation devant le ministère de l'intérieur, le 14 janvier 2011.
- Manifestation à l'avenue Habib Bourguiba, le 14 janvier 2011.
- La foule scandant "Dégage" devant le ministère de l'intérieur, le 14 janvier 2011.

Le 14 janvier 2011 à 15 h 15 GMT, le président Ben Ali annonce le limogeage du gouvernement et des élections législatives anticipées dans les six mois, puis à 16 heures GMT, décrète l'état d'urgence et un couvre-feu,.

### Renversement du régime

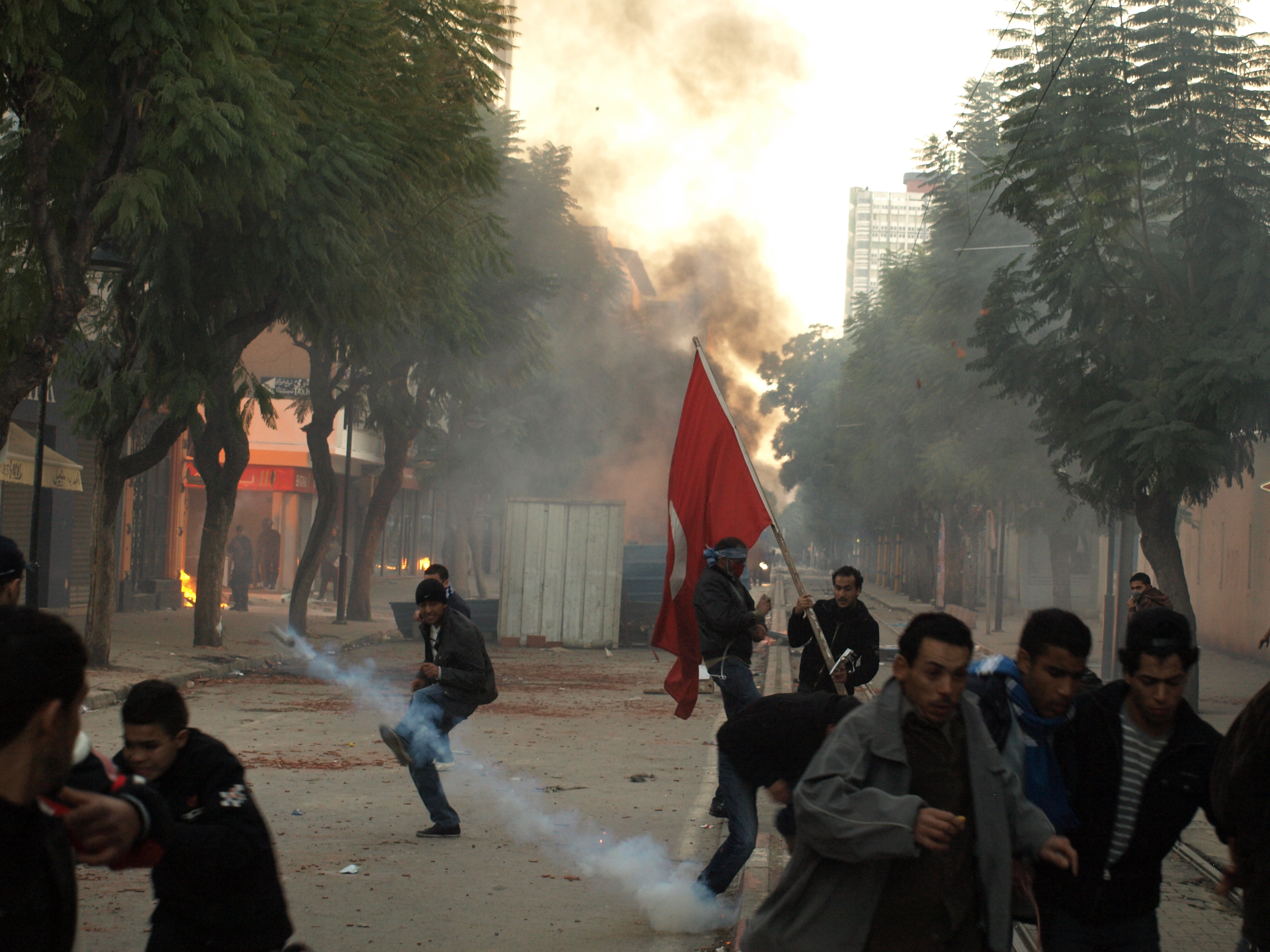
Tir tendu de grenade lacrymogène à Tunis, le 14 janvier 2011.
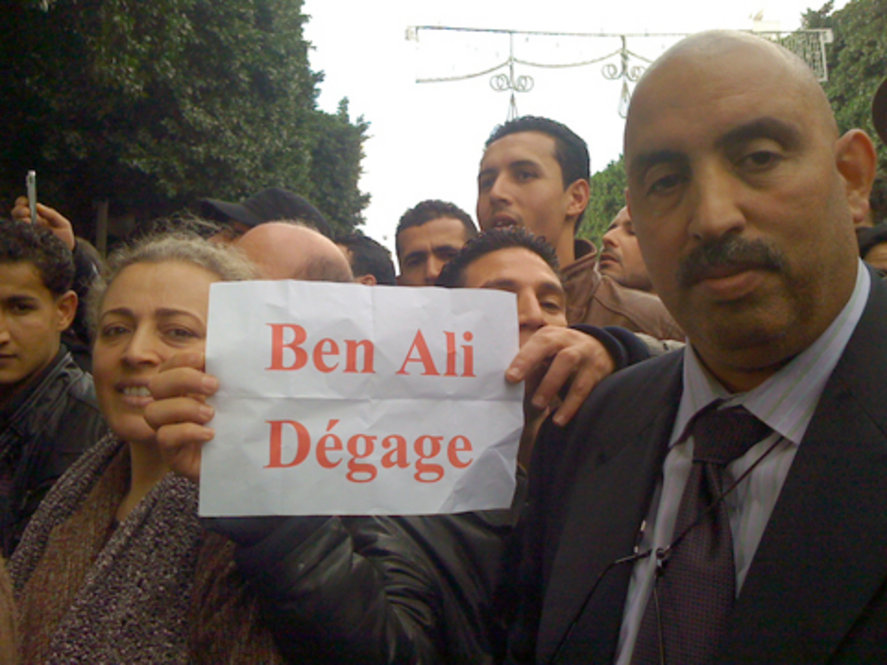
Affichette « Ben Ali dégage » à Tunis, le 14 janvier 2011.
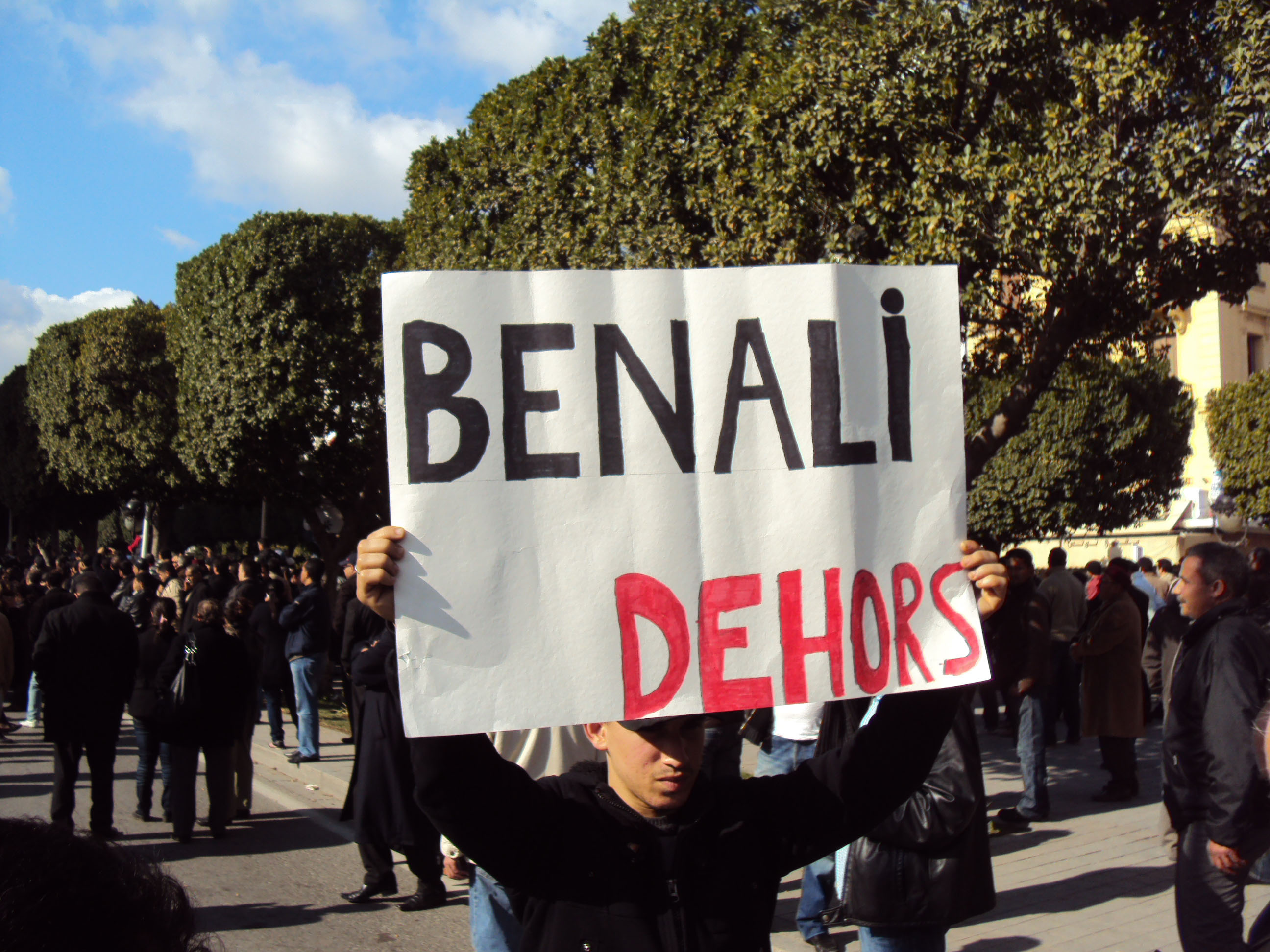
Panonceau « Ben Ali dehors » brandi à Tunis, le 14 janvier 2011.

#### Fuite de Ben Ali

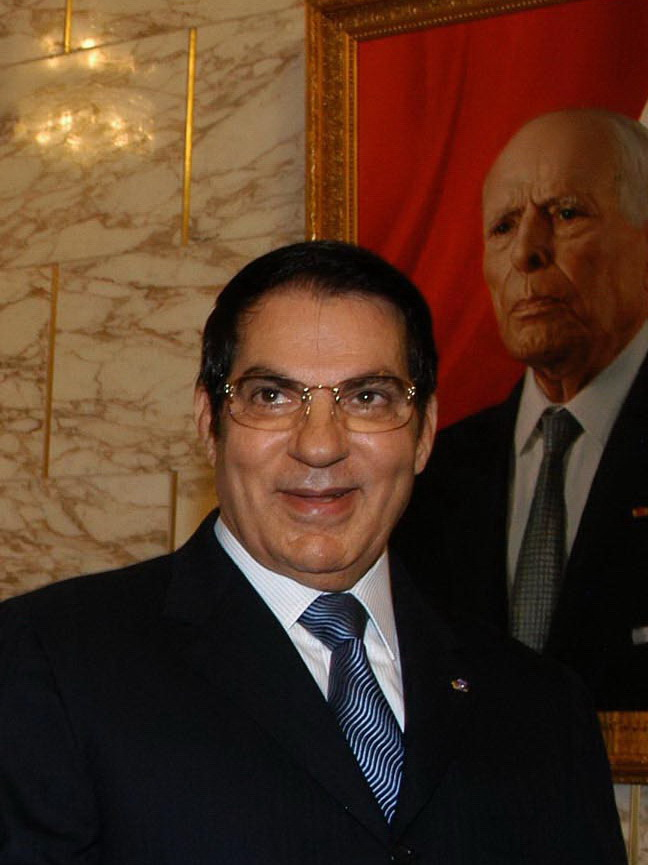
Le président déchu Ben Ali avec en arrière-plan le portrait d'Habib Bourguiba.

Cependant, ce 14 janvier 2011, malgré les concessions faites le jour même par Ben Ali (cf. supra), la contestation prend encore de l'ampleur tandis que l'armée refuse de suivre Ben Ali et protège les manifestants contre les policiers, ce qui contraint le président tunisien à quitter le pays à l'instar d'une partie de ses proches et à se rendre en Arabie saoudite après une escale à Malte. Ce départ se fait dans l'espoir d'un retour rapide que devait susciter le chaos orchestré par les services de l'intérieur et la police présidentielle, dans un plan imaginé par le général Ali Seriati, chef du renseignement et patron de la garde présidentielle, Abdelwahab Abdallah, proche conseiller de Ben Ali et dont l'épouse préside la Banque de Tunisie, ainsi que par Abdelaziz Ben Dhia, directeur de cabinet du président.
Plusieurs membres de la famille Trabelsi sont arrêtés avant de pouvoir fuir le pays. Une rumeur prétend qu'Imed Trabelsi, symbole de la corruption de l'ancien régime, a trouvé la mort dans les troubles, ce qui sera démenti plusieurs jours plus tard par les autorités faisant état de son arrestation puis de sa fuite à l'étranger.
Aux alentours de 18 heures, le Premier ministre Mohamed Ghannouchi, annonce qu'il entend assurer la présidence par intérim au nom de l'article 56 de la Constitution. Mais dès le lendemain, le président du Parlement tunisien, Fouad Mebazaa, est proclamé Président de la République tunisienne par intérim par le Conseil constitutionnel en vertu de l'article 57 de la Constitution de 1959, écartant ainsi la possibilité d'un retour à la tête de l'État de Zine el-Abidine Ben Ali, contrecarrant ainsi le plan de retour imaginé par la garde rapprochée présidentielle. Fouad Mebazaa est chargé d'organiser l'élection présidentielle à venir, que la Constitution prévoit normalement dans un délai de soixante jours.

#### Exactions, pillages et rumeurs

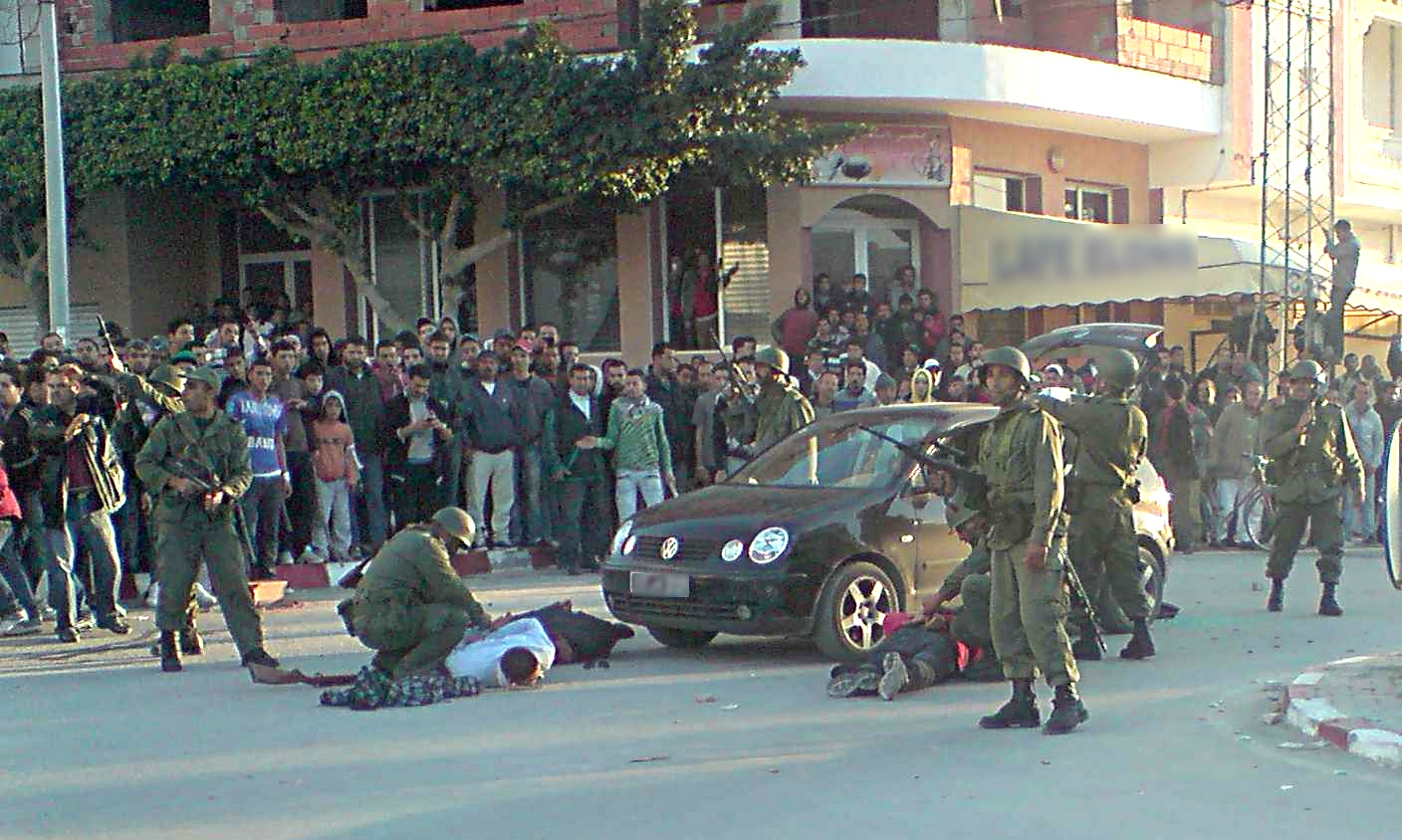
Intervention de militaires tunisiens le 15 janvier 2011.

Le général Ali Seriati, chef de la sécurité de Ben Ali, est arrêté dès le 14 janvier.
Cependant, dès le soir du 14 janvier et les jours suivants, des bandes de fidèles du régime benaliste, armés et utilisant des 4x4, parcourent les rues de Tunis puis celles des autres villes de Tunisie, afin de semer la terreur et le désordre,.
Les Tunisiens s’organisent en comités de quartier pour se protéger : selon Benoît Delmas, la révolution s’est joué dans ces cinq jours-là. Ben Ali n’est pas revenu, mais l’union nationale ne s’est pas créée.
Par ailleurs, Kaïs Ben Ali, neveu du président déchu et potentat de M'saken y est interpellé par l'armée.
Rafik Belhaj Kacem, le dernier ministre de l'Intérieur de Ben Ali, limogé le 12 janvier, est à son tour arrêté dans sa région natale de Béja.

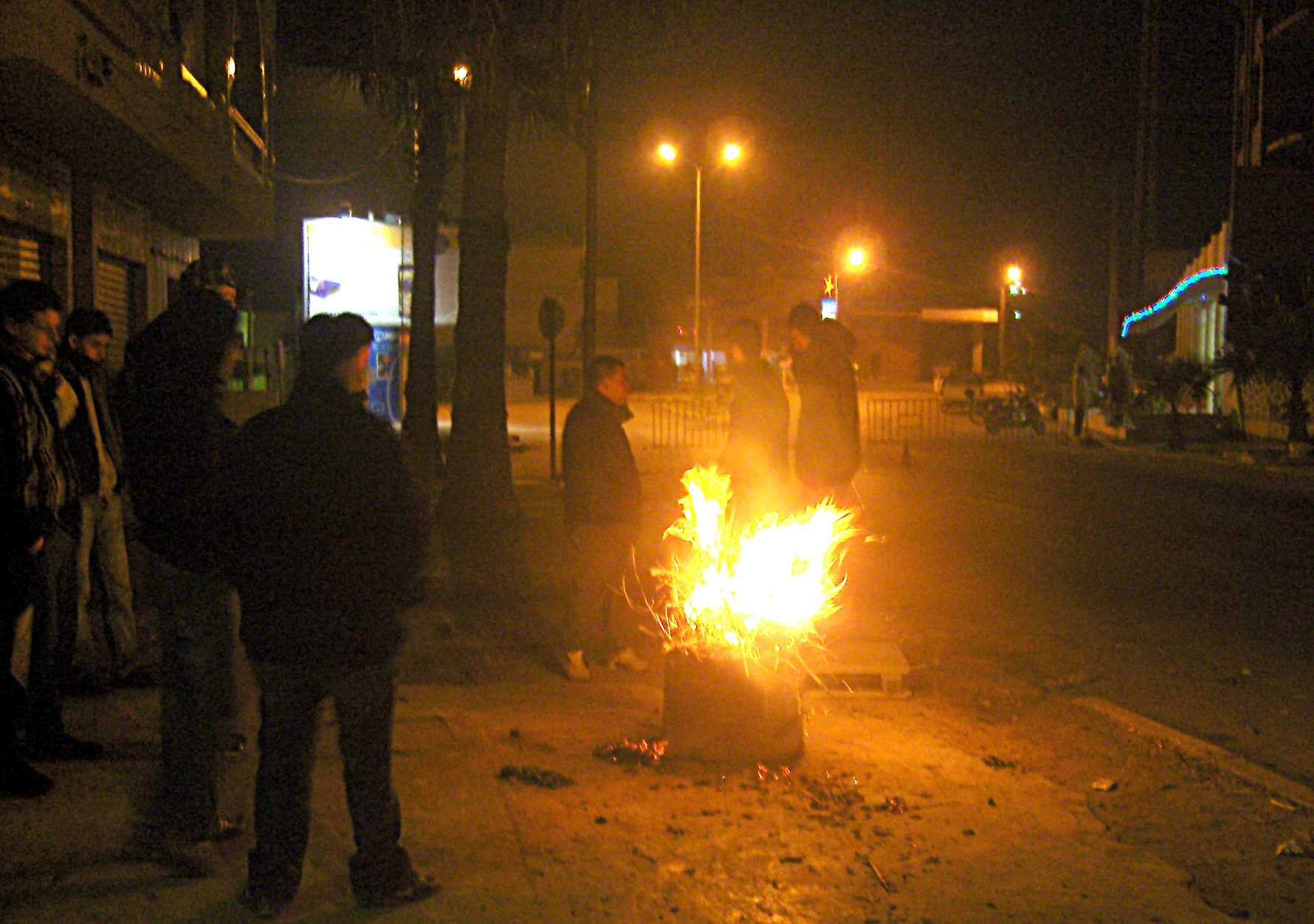
Barrage routier mis en place par un comité de quartier, 17 janvier 2011.

Le diplomate et écrivain Mezri Haddad, ambassadeur tunisien démissionnaire auprès de l'Unesco, accuse Ben Ali d’avoir « prémédité l’anarchie » en vue de reprendre le pouvoir, fournissant des armes et de l'argent à sa garde rapprochée afin de provoquer la guerre civile tout en sollicitant une intervention militaire libyenne.
Le gendre de Ben Ali, Slim Chiboub, affirme que huit cents voitures remplies d'explosifs ont été disséminées à travers tout le pays par les dirigeants de la police tunisienne, principalement à Tunis.
L’action des milices pro-benalistes est soutenue par le dictateur libyen Kadhafi, qui les accueille, selon Pierre Vermeren et les laisse installer des bases en Libye.
Dans la capitale et en province, les citoyens s'organisent — parfois avec le soutien du syndicat UGTT — en comités de vigiles pour défendre leurs quartiers face aux pillards qui ont désorganisé les circuits de distribution des denrées de première nécessité, occasionnant un début de pénurie dans la capitale.

#### Troubles dans les prisons
Le 15 janvier 2011, une révolte de prisonniers à la prison de Mahdia est réprimée par les gardiens, causant officiellement cinq morts, des dizaines selon des témoins. Pour éviter d'autres violences, le directeur de la prison décide de libérer tous les détenus, au nombre de mille ou mille deux cents. Quarante-deux prisonniers périssent le même jour dans l'incendie de la prison de Monastir à la suite duquel les détenus ont été libérés. Au total, 11 029 prisonniers se sont échappés, sur les 31 000 détenus dans les prisons tunisiennes au mois de janvier. Seulement 1 470 ont été repris.
Le 16 janvier en soirée, l'armée donne l'assaut au palais présidentiel de Carthage qui abrite des membres de la garde présidentielle restés fidèles à Ben Ali.

#### Rôle de l'armée
Plusieurs rumeurs concernant le rôle de l'armée nationale tunisienne ont été reprises pendant la révolution induisant les observateurs en erreur, notamment concernant un probable rôle majeur dans le renversement du président.
Ces rumeurs ont été alimentées par le fait qu'elles aient été jugées trop neutres au début des événements et qu'une partie des troupes fraternisait avec les manifestants alors que les affrontements restent très durs avec la police fidèle au gouvernement.

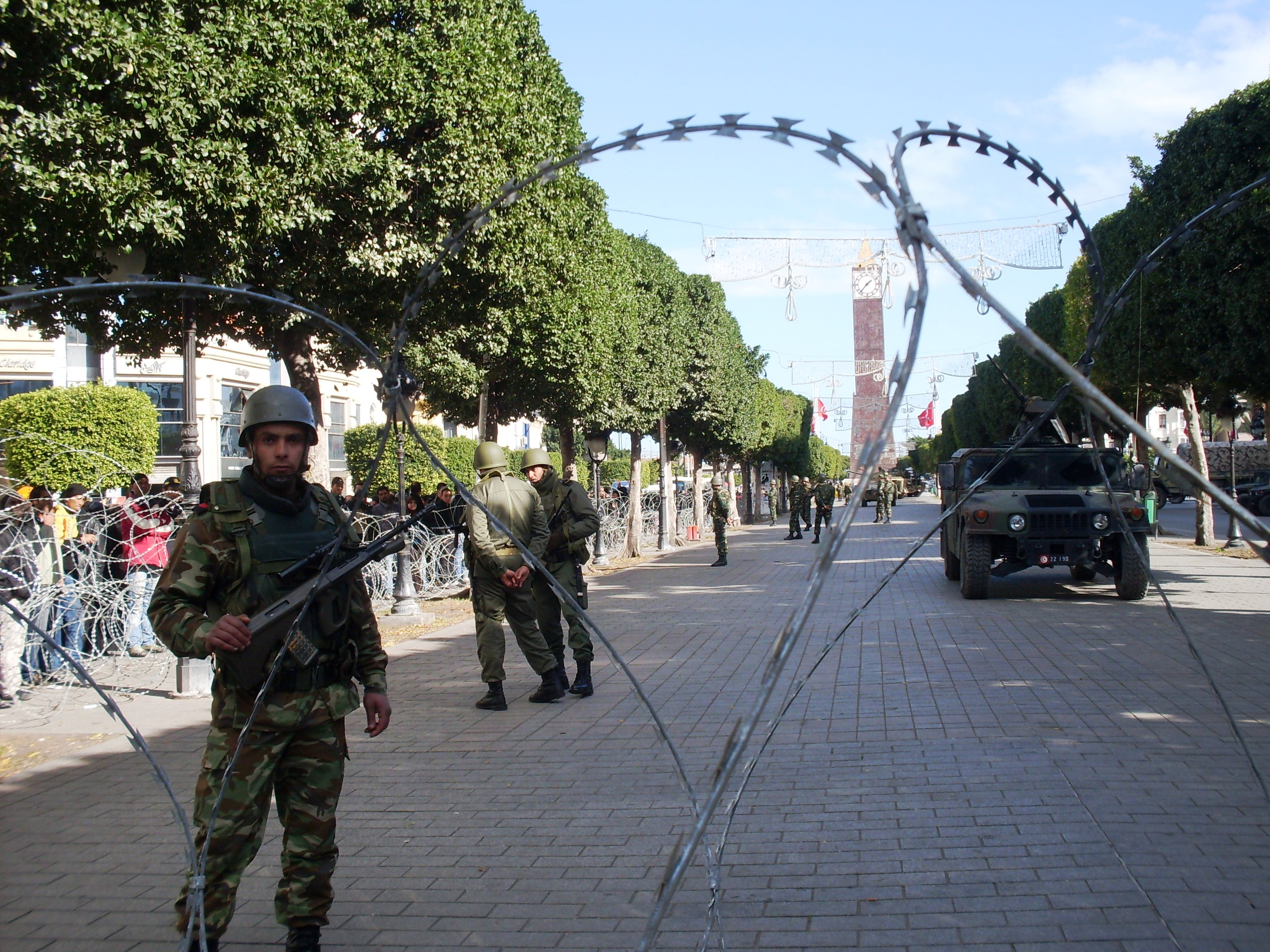
L'armée tunisienne sur l'avenue Bourguiba, le 22 janvier 2011.

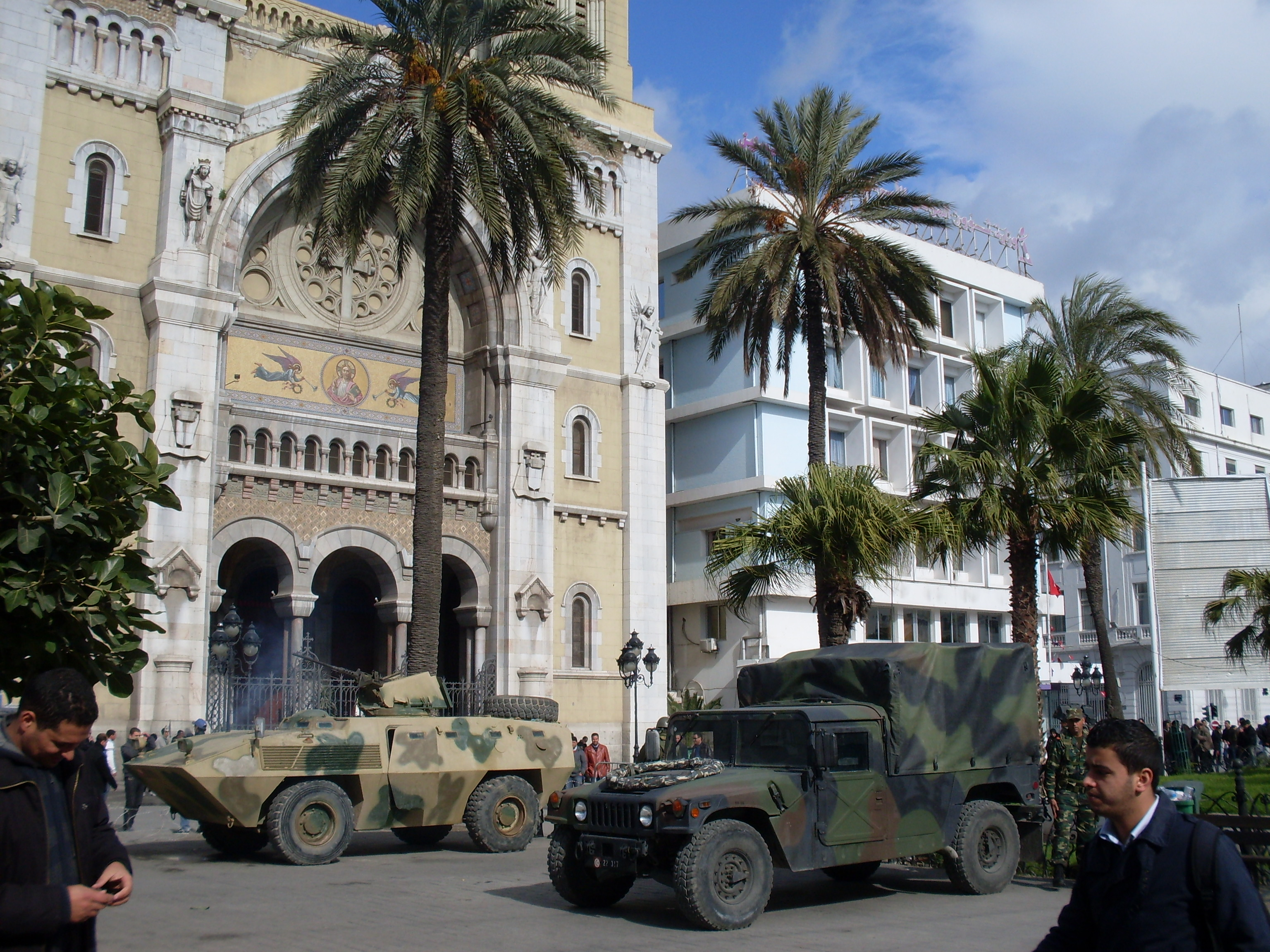
L'armée tunisienne devant la cathédrale de Tunis, le 22 janvier 2011.

C'est également ce qu'a conclu l'ancien chef d'état-major français et ancien ambassadeur en Tunisie, l'amiral Jacques Lanxade, expliquant que le général Rachid Ammar, dont des rumeurs le présentant comme démissionnaire, refusant de faire tirer l'armée ont circulé à son sujet, aurait conseillé à Ben Ali de s'en aller en lui disant : « Tu es fini ! ».
Cette version des faits est démentie initialement par le ministre de la Défense Ridha Grira, qui affirme que Ammar était en poste le 14 janvier et avait été nommé coordinateur des opérations, et par Ali Seriati, qui a déclaré l’avoir contacté le même jour sur instruction du président pour ramener des blindés de Zarzis vers la capitale.
C'est le 8 août, soit environ sept mois après la fuite de Ben Ali, que le colonel Samir Tarhouni, chef de la BAT, force spéciale de la police, lève le voile sur sa rébellion le 14 janvier 2011.
Il explique lors d'une conférence de presse, les raisons qui l'ont poussé à agir sans ordres de quiconque en capturant la famille de Ben Ali qui s’apprêtait à quitter la Tunisie en la laissant à feu et à sang. Désorganisant tout le système sécuritaire, cette rébellion a engendré un enchaînement d’événements imprévus qui ont provoqué la fuite de Ben Ali vers l'Arabie saoudite à partir de l'aéroport militaire de l'Aouina.
Par contre, sous les ordres du général Rachid Ammar, une unité de l'armée s'était interposée entre l’aéroport civil contrôlée par les mutins, et l’aéroport militaire à la suite d'instructions de son commandement qui lui avait ordonné d'empêcher de nuire des « agents corrompus de la police (qui) tentent de semer le désordre et menacent la sécurité nationale ainsi que celle du président »,.

## Premier gouvernement de transition

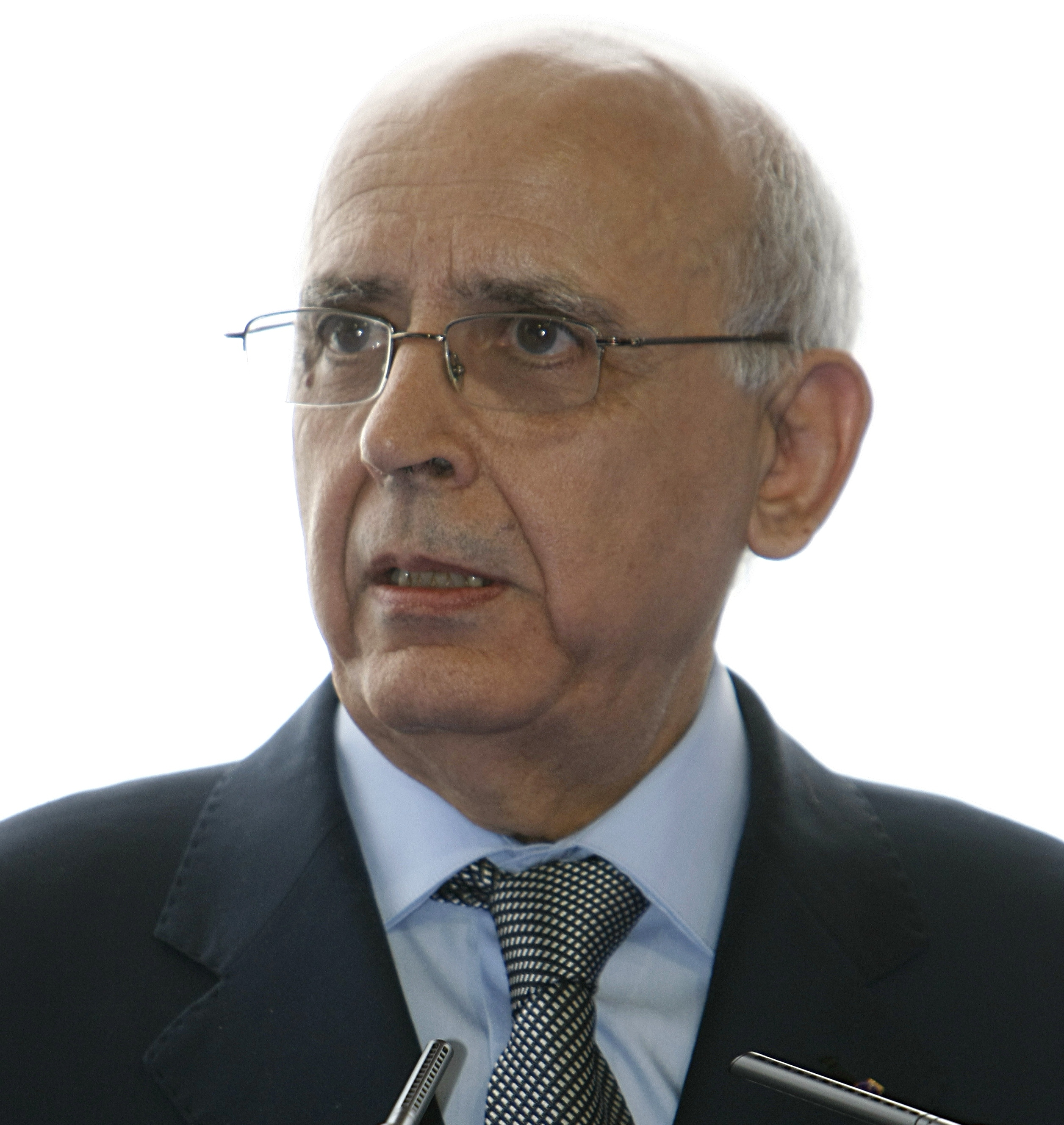
Mohamed Ghannouchi

À la suite de négociations sous la houlette de Mohamed Ghannouchi avec certains partis d'opposition « légale », le pouvoir intérimaire annonce, au soir du 16 janvier 2011, la constitution d'un gouvernement provisoire dont seraient exclues les figures importantes du régime Ben Ali.
Maya Jribi, ancienne secrétaire générale du Parti démocrate progressiste (PDP), a annoncé qu'un nouveau gouvernement écartant les partis pro-gouvernementaux serait mis en place pour le 17 janvier, composé de représentants du Mouvement Ettajdid, du Forum démocratique pour le travail et les libertés (FDTL) et du PDP, rejoints par des personnalités indépendantes.
Les partis d'oppositions « illégaux » ne sont pas conviés à ces négociations : ni le Parti communiste des ouvriers de Tunisie (PCOT) — dont le porte-parole Hamma Hammami avait été arrêté le 12 janvier pour avoir appelé au départ de Ben Ali, à la dissolution des institutions du régime et à la tenue d'élections libres et transparentes —, ni le parti islamiste Ennahdha de Rached Ghannouchi — exilé à Londres et qui annonce son retour —, ni le Congrès pour la République (CPR) — parti de gauche laïque de l'opposant Moncef Marzouki — ne sont présents aux négociations.
Ainsi, tandis que six « anciens » parmi lesquels les ministres des Affaires étrangères — Kamel Morjane —, de l'Intérieur — Ahmed Friaâ —, des Finances — Mohamed Ridha Chalghoum —, et de la Défense — Ridha Grira —, du précédent gouvernement et membres du RCD peuvent conserver leurs postes régaliens à la condition d'abandonner leur étiquette partisane, Ahmed Néjib Chebbi (PDP) se voit confier le ministère du Développement régional, Mustapha Ben Jaafar (FDTL) celui de la Santé, et Ahmed Brahim (Ettajdid), celui de l'Enseignement supérieur.
Le délai de soixante jours paraissant court pour organiser des élections pluralistes dans de bonnes conditions, la tenue d'élections sous supervision internationale dans un délai de six à sept mois est évoquée.
Des personnalités de la société civile complètent le gouvernement : Taïeb Baccouche, ancien secrétaire général (1981-1984) de l'Union générale tunisienne du travail (UGTT) prend en charge l'Éducation ; l'ancien bâtonnier (1979-1983) Lazhar Karoui Chebbi, la Justice ; tandis que l'ambassadeur et opposant Ahmed Ounaies occupe le secrétariat d'État aux affaires étrangères.
La cinéaste Moufida Tlatli, qui avait souscrit à l'appel en faveur de la représentation de Ben Ali pour un cinquième mandat, est nommée à la Culture et le blogueur Slim Amamou se voit confier le secrétariat d'État à la jeunesse et aux sports.
Moncef Marzouki est le premier homme politique à se porter candidat à l'élection présidentielle, dès le 16 janvier, et annonce son retour d'exil.
De son côté, Rached Ghannouchi, leader d'Ennahdha — qui compare son parti à l'AKP turc — indique que ce dernier ne compte pas présenter de candidat à la future élection présidentielle mais que le mouvement islamiste compte participer aux législatives.
En vertu d'un accord qui aurait été passé avec d'autres partis de l'opposition, Ennahdha aurait notamment accepté le statut de la femme et son droit à l'avortement.
Le 17 janvier 2011, peu après 17 heures, une fois le gouvernement de transition constitué et rendu public, Mohamed Ghannouchi annonce successivement la libération de tous les prisonniers d'opinion, la levée de l'interdiction d'activité de la Ligue des Droits de l'Homme et la liberté totale de l'information.
Le ministère de la Communication, accusé de censurer la presse et d'empêcher la liberté d'expression, est par ailleurs supprimé.

### Institutions de transition
Yadh Ben Achour, spécialiste des théories politiques islamiques et de droit public, ancien doyen de la faculté des sciences juridiques, politiques et sociales de Tunis, démissionnaire du Conseil constitutionnel en 1992 et opposant au régime, est nommé à la tête de la Commission de réforme des textes et des institutions en vue de les nettoyer des dispositifs mis en place par le régime Ben Ali pour empêcher toute opposition.
La commission a pour mission de réformer les lois, notamment dans le domaine pénal, mais aussi les lois sur les associations, sur la création de partis politiques, le code de la presse.
Le Conseil de protection de la révolution, où des personnalités révolutionnaires, des associations (Ligue tunisienne des droits de l'homme, Association tunisienne des femmes démocrates, ordre des avocats), l'UGTT et douze partis sont représentés avait une forte légitimité issue de la révolution et pouvait la concurrencer, voire créer une crise politique.
Leur fusion est donc intervenue[Quand ?], formant ainsi une institution de 155 membres aux pouvoirs concurrents du Parlement.
Une deuxième commission est formée, la Commission nationale d’établissement des faits sur les affaires de corruption, sous la présidence de Abdelfattah Amor.
Celle-ci cherche à établir la liste des actifs du clan Ben Ali-Trabelsi, qui consiste en :
- comptes à l’étranger : Suisse, Dubaï, Liban, Qatar, Malte, Bahamas, difficiles à localiser et à récupérer ;
- biens immobiliers en Tunisie ;
- participations dans des sociétés tunisiennes ;
- et les trésors dispersés dans les palais du dictateur : meubles, bijoux, tableaux, et des billets de banque en de multiples devises : dollars, euros, dinars, etc. pour un montant total de 25 millions d’euros.

La censure sur les publications écrites est levée le 22 janvier.

### Remises en question
Le nouveau gouvernement ne convainc pas. Des manifestations spontanées et des affrontements éclatent le 17 janvier à la mi-journée à Tunis et dans d'autres villes comme Sidi Bouzid et Regueb, avant la proclamation dudit gouvernement pour protester contre sa composition jugée « trop RCD » et pour la dissolution du parti présidentiel.

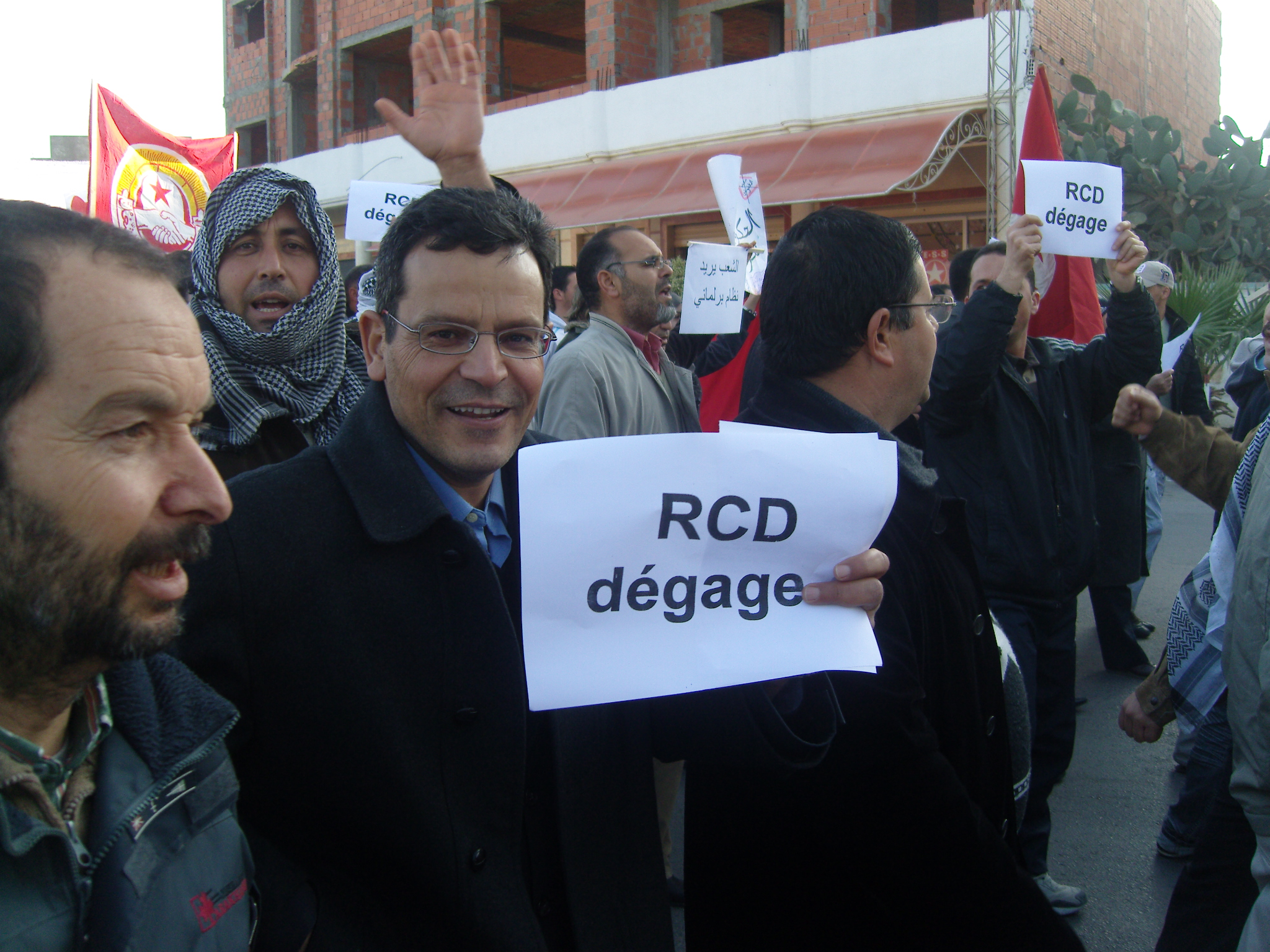
« RCD dégage », manifestation organisée par l’UGTT le 21 janvier 2011

Dès le lendemain, le 18 janvier, des milliers de personnes manifestent à travers le pays pour protester contre la présence des ministres du dernier gouvernement de Ben Ali dans le gouvernement de transition.
À Tunis, la police fait de nouveau usage de gaz lacrymogènes pour disperser les partisans de l'opposition et les syndicalistes dénonçant le nouveau gouvernement comme une « mascarade ».
Ahmed Mestiri, ancien ministre de Bourguiba et fondateur du Mouvement des démocrates socialistes (MDS) dénonce l'accaparement des centres du pouvoir et des postes de souveraineté par des collaborateurs fidèles de Ben Ali, déplore la participation de membres de l’opposition et de l’UGTT, et considère que ce gouvernement provisoire est « une aventure illusoire et sans issue où ont été entraînés quelques naïfs ».
Le puissant syndicat unique UGTT désavoue le nouveau cabinet, estimant que l'accord sur sa composition n'a pas été respecté, en retire ses trois ministres.
Le mouvement Ettajdid parle de se retirer lui aussi si les membres du RCD encore présents au gouvernement ne le font pas et le FDTL annonce « suspendre sa participation ».
Concomitamment, le Premier ministre et le président par intérim annoncent leur démission du RCD, ainsi que celle de plusieurs personnalités importantes de ce parti.
Néanmoins le FDLT et l'UGTT, à travers Khalil Zaouia, dénoncent une politique du fait accompli, la présence de personnalité comme Moncer Rouissi, « éminence grise » de Ben Ali, aux Affaires sociales ou encore de Zouheir M'dhaffer, la « plume » de l'ancien président et auteur de la réécriture « sur mesure » de la Constitution, nommé responsable du développement administratif.

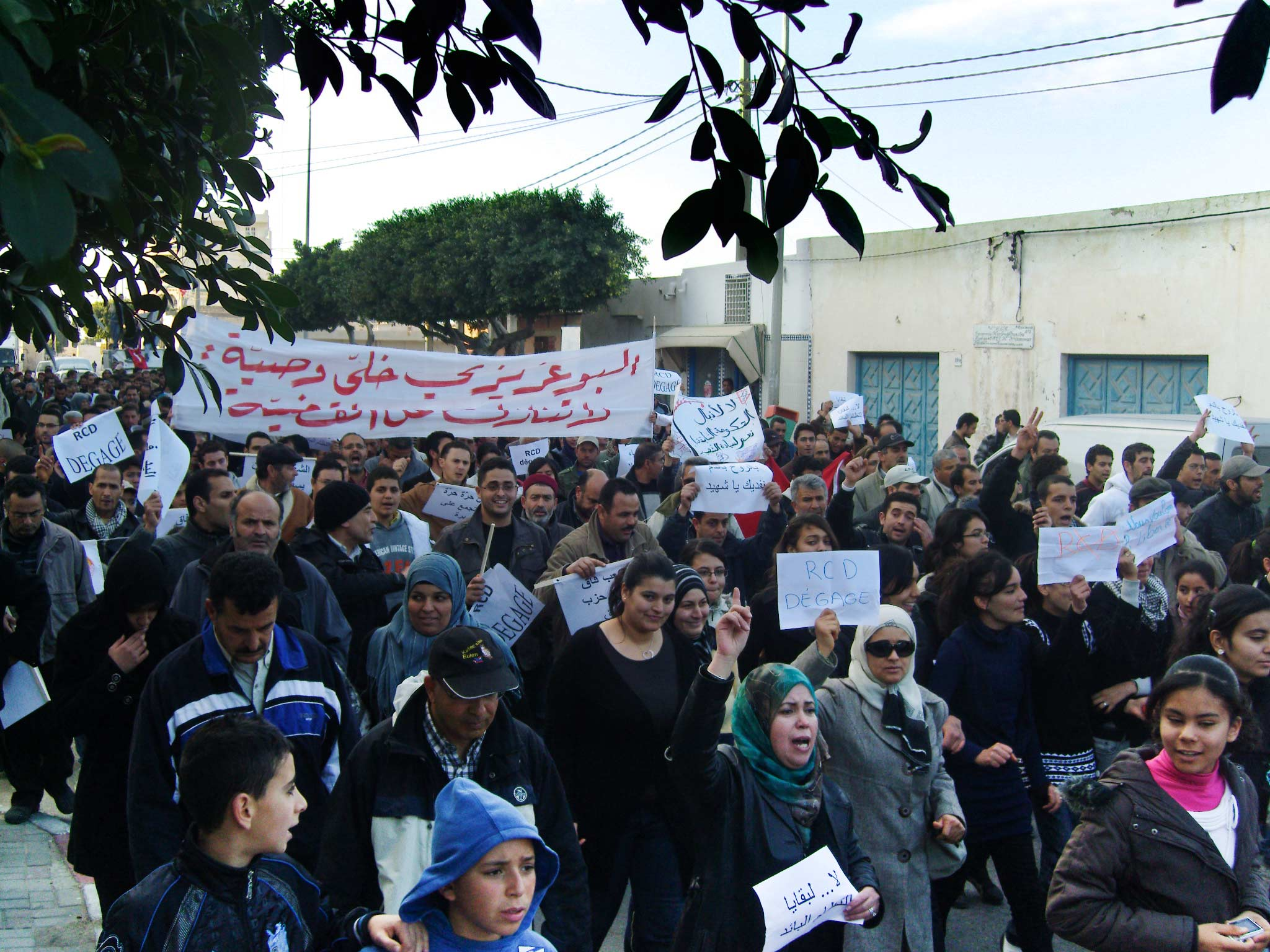
« RCD dégage », manifestation organisée par l’UGTT le 21 janvier 2011

Le RCD annonce de son côté la radiation de Ben Ali et six de ses collaborateurs « sur la base de l'enquête menée au niveau du parti, à la suite des « graves événements » qui ont secoué le pays ».
À la suite de ces défections, et malgré le refus de l'UGTT de revenir sur sa position, la première réunion du gouvernement provisoire qui devait se tenir le 19 janvier est reportée au lendemain, avec pour ordres du jour prévus un projet d'amnistie générale ainsi que la séparation entre l'État et le RCD.
C'est dans ce dernier objectif et pour tenter d'apaiser la contestation contre le gouvernement transitoire affaibli que le 20 janvier, les ministres toujours affiliés à l'ancien parti présidentiel annoncent l'avoir quitté eux aussi.
Si officiellement, le RCD se retrouve évincé du gouvernement et malgré les engagements du président intérimaire Fouad Mebazaa d'une « rupture totale avec le passé », cela n'éteint pas pour autant la contestation des manifestants, qui s'opposent dans la rue — devant le siège de l'ancien parti présidentiel — à la présence aux postes-clés du gouvernement d'union nationale de ces anciens membres du précédent gouvernement de Ben Ali, tandis que le gouvernement de transition doit se réunir pour la première fois.
Peu avant cette première réunion, un ministre contesté, Zouheir M'dhaffer, annonce sa démission de ce gouvernement.

### Actions judiciaires et ruptures

#### Gel des avoirs
Dès le 15 janvier, la France annonce prendre des dispositions pour bloquer administrativement tout mouvement financier suspect concernant des avoirs tunisiens dans le pays et charge le Tracfin — chargé de la lutte contre le trafic de capitaux — d'empêcher la fuite des avoirs financiers détenus en France par l'ancien président tunisien et ses proches.
Le 17 janvier, trois ONG déposent plainte pour recel d'abus de biens sociaux, blanchiment et recel de détournement de fonds publics, afin d'obtenir une enquête sur les biens détenus par l'ancien président et son entourage et le gel de ceux-ci.
Le 19 janvier, la Suisse annonce à son tour qu'elle bloque les biens de Ben Ali et de son entourage ainsi que d'éventuels fonds illégaux, certains membres du clan Ben Ali s'étant rendu en Suisse à diverses reprises au cours des derniers mois.
Le lendemain, l'Union européenne annonce qu'elle entend également prendre de telles dispositions de blocage, au terme d'un processus qui doit être avalisé le 31 janvier 2011 par les ambassadeurs européens représentant leur pays auprès de l’Union ou par les ministres des Affaires étrangères.
Ces dispositions ont pour cadre plus général un ensemble de mesures de soutien — notamment économiques — qui devraient prendre place en faveur des nouvelles autorités tunisiennes.
La lenteur de la réactivité de l'Union en la circonstance à travers la Haute représentante aux Affaires étrangères, Catherine Ashton, fait l'objet de critiques.
Le 20 janvier 2011, un communiqué du Conseil mondial de l'or (en), tend à confirmer l'idée que la famille Ben Ali se serait enfuie avec une tonne et demie d'or — représentant une valeur de 45 millions d'euros — subtilisée aux réserves d'or du pays.

#### Actions judiciaires
Le même jour, en Tunisie, une enquête judiciaire visant nommément Zine el-Abidine Ben Ali, son épouse Leïla Ben Ali, leurs proches ainsi que de « toute personne dont l'enquête prouvera l'implication dans ces crimes » est ouverte.
Elle porte sur l'« acquisition illégale de biens mobiliers et immobiliers », des « placements financiers illicites à l'étranger » et l'« exportation illégale de devises ».
Le lendemain, la télévision nationale annonce l'arrestation de trente-trois membres du clan Ben Ali-Trabelsi, sans en préciser les noms, et montre des images de nombreux bijoux, montres et cartes bancaires internationales saisis lors des arrestations.
Deux jours auparavant, Naïma Ben Ali, sœur aînée de l'ancien président, qui avait déjà des problèmes de santé, avait succombé à une crise cardiaque à Sousse.
Le 23 janvier, l'agence de presse officielle Tunis Afrique Presse (TAP) annonce l'arrestation, pour haute trahison et complot contre la sécurité de l'État, de Larbi Nasra, propriétaire de Hannibal TV, première chaîne de télévision privée en Tunisie, lié au clan Trabelsi et accusé de diffuser de fausses informations afin de favoriser le retour de Ben Ali. Il est libéré le lendemain en annonçant sur son antenne que les charges à son encontre sont levées.
Le même jour, on annonce le placement en résidence surveillée des proches collaborateurs de l'ancien président Ben Ali, Abdelaziz Ben Dhia, Abdallah Kallel — président de la chambre haute du Parlement — et Abdelwahab Abdallah.

### Nouvel exécutif

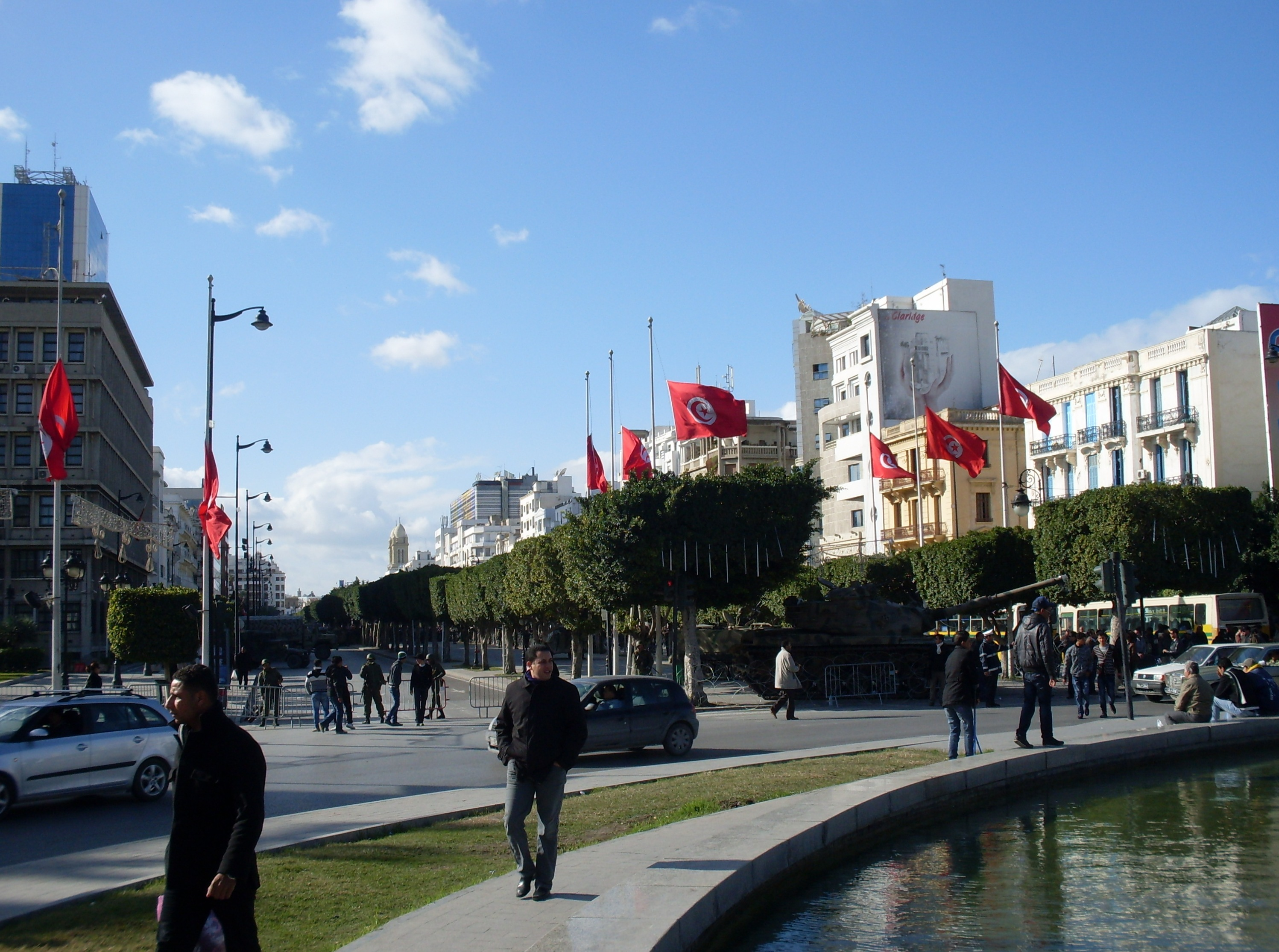
Drapeaux en berne sur l'avenue Habib Bourguiba à Tunis.

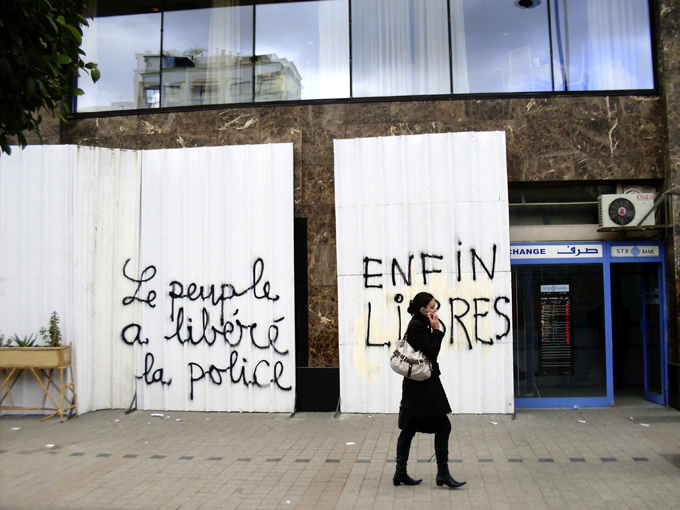
Slogans politiques sur les murs de Tunis.

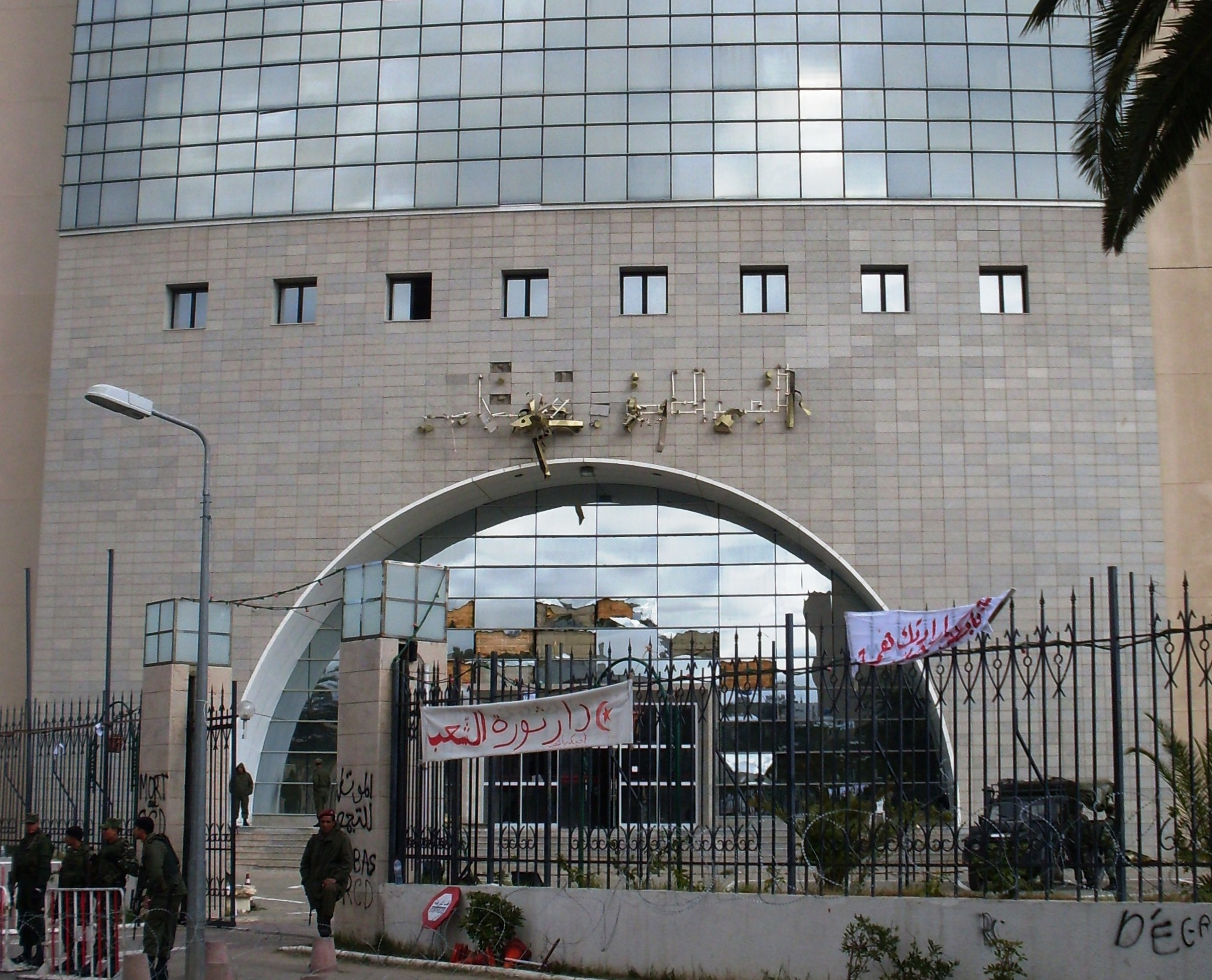
Façade du siège du RCD à l'enseigne arrachée.

À l'issue du premier conseil ministériel du cabinet de transition, le porte-parole du gouvernement Taïeb Baccouche annonce un deuil national de trois jours « en mémoire des victimes des récents événements », la récupération par l'État tunisien des biens mobiliers et immobiliers du RCD et confirme la validation du projet de loi d'amnistie pour les mille huit cents prisonniers politiques ainsi que la reconnaissance de l'ensemble des mouvements politiques interdits.
Dans le même temps, le bureau politique du RCD s'auto-dissout, ce qui est interprété par certains observateurs comme une manière de se saborder tandis que d'autres soulignent que son éventuel démantèlement ne sera pas une chose aisée.
Son secrétaire général, Mohamed Ghariani reste chargé de la gestion des affaires courantes.
Les protestations populaires de masse tendent à se réduire au profit de multiples manifestations et, en tout état de cause, eu égard au complet discrédit dont fait l'objet la police après sa répression violente et meurtrière des manifestations avant la fuite du président qui a officiellement occasionné la mort d'au moins soixante-dix-huit personnes, le gouvernement transitoire s'appuie sur l'armée pour le maintien de l'ordre.

#### Institutions de transition et de règlement de la crise
Dans le même bâtiment, celui occupé il y a peu par la Banque de l'habitat, trois commissions de gestion de la transition sont installées :
- la commission sur la réforme des lois présidée par Yadh Ben Achour ;
- la commission d'enquête sur la corruption ;
- et une commission indépendante d'enquête sur le rôle des forces de sécurité dans la répression sanglante des manifestations[133].

#### Législatif inchangé
Tandis que l'exécutif transitoire multiplie, avec un succès mitigé, les signes d'apaisement à destination de la rue, certains observateurs notent que le Parlement bicaméral issu de la réforme constitutionnelle du 1er juin 2002 — et passage obligé des réformes législatives dans le cadre constitutionnel — demeure formellement entièrement acquis au RCD et à l'ancien président.
L'ancien bâtonnier Abdessattar Ben Moussa fait néanmoins valoir que dans la période de transition, un décret-loi présidentiel suffit pour l’adoption des projets de loi.

#### Nominations
Nommé le 17 janvier, Mustapha Kamel Nabli entre en fonction à la tête de la Banque centrale de Tunisie en remplacement de Taoufik Baccar et nomme Slaheddine Kanoun comme administrateur provisoire de la Banque Zitouna, victime d'une crise de confiance de certains acteurs économiques à la suite de la fuite à l'étranger de son fondateur Mohamed Sakhr El Materi, gendre du président déchu.
Le 21 janvier, la Banque de Tunisie détenue majoritairement par Belhassen Trabelsi, le beau-frère de Ben Ali, est aussi placée sous tutelle de la Banque centrale ; un administrateur provisoire est également nommé, Habib Ben Sâad,.
Le nouveau Gouverneur dénonce aussitôt la baisse de la note de dette de Tunisie par l'agence de notation Moody's, décision qualifiée d'arbitraire et d'illégitime.
Le 24 janvier, les autorités transitoires annoncent la nomination de Habib Belaïd à la présidence de l'Établissement de la radio tunisienne qui dirige toutes les radios nationales tunisiennes.

### Poursuite des protestations
L'UGTT continue de réclamer la dissolution du gouvernement de transition et la formation d'un cabinet « de salut national, collégial, répondant aux exigences de la rue et des partis politiques » qui écarte les personnalités de l'ancien régime.
Sous la pression des manifestations qui continuent à divers endroits, le Premier ministre Mohamed Ghannouchi annonce le 21 janvier dans une intervention télévisée qu'il quittera la politique une fois la transition assurée. Il confirme en outre l'abrogation de « toutes les lois anti-démocratiques », la préservation des acquis sociaux, la protection du statut des femmes Tunisiennes ainsi que le maintien de la gratuité de l'enseignement et l'accès aux soins médicaux pour tous.

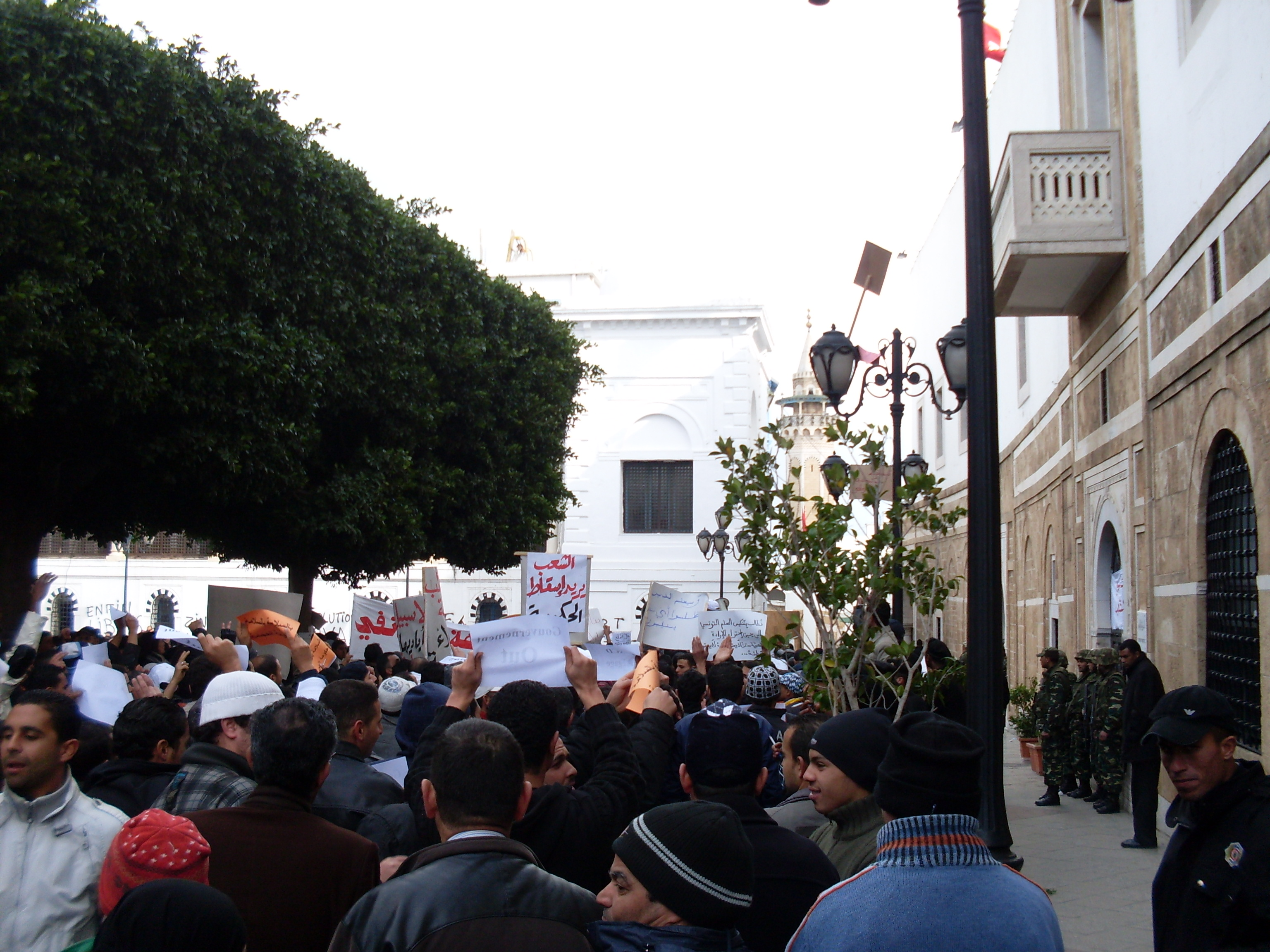
Manifestants devant les bureaux du Premier ministre à Tunis le 22 janvier 2011.

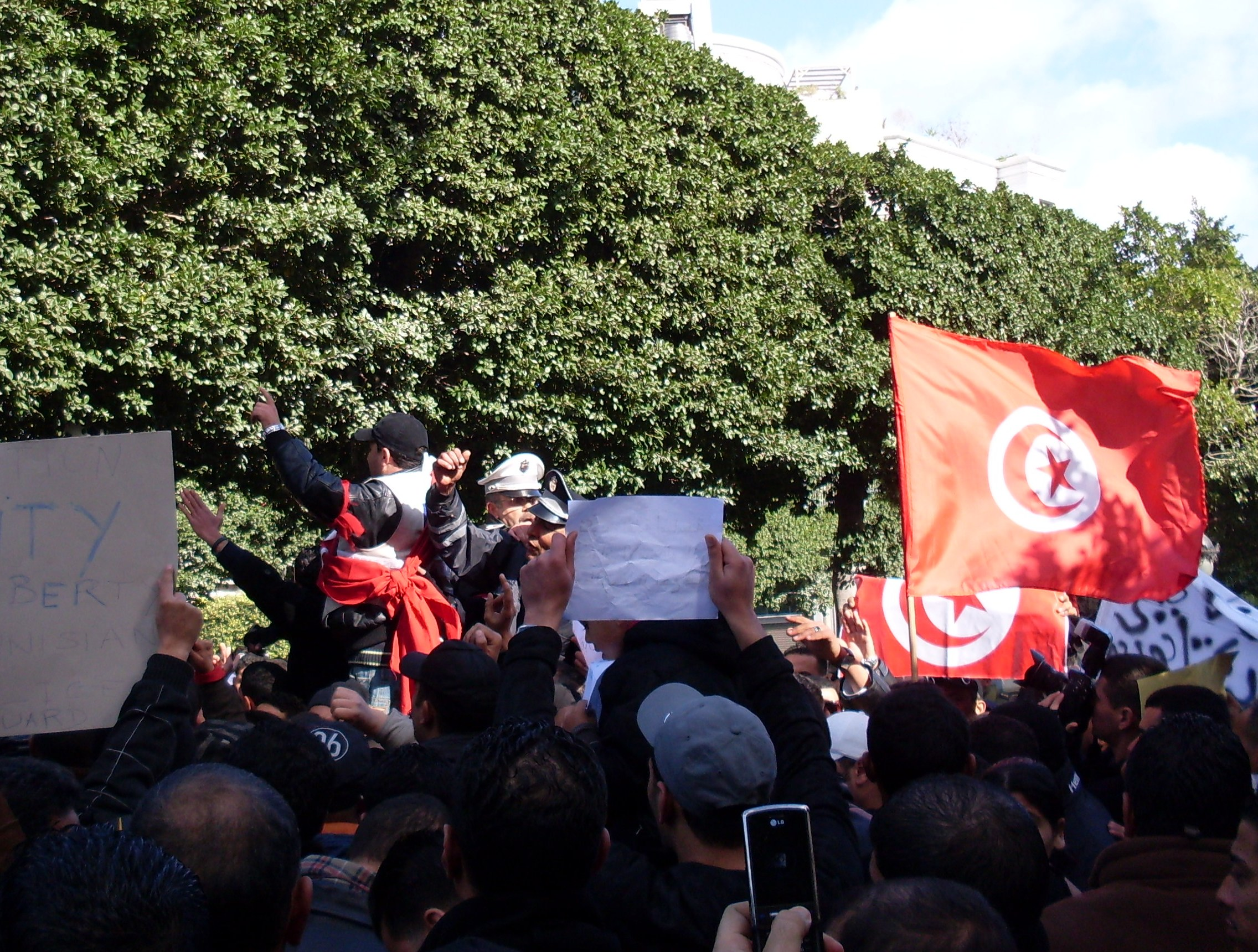
Manifestation d'agents de l'Intérieur.

Le 22 janvier 2011, les manifestations appelant à un nouveau gouvernement débarrassé des caciques de l'ancien régime se poursuivent tandis que s'y additionnent des revendications sociales et sectorielles : des employés de mairie réclament une amélioration de leurs conditions de travail, des employés de ménage dans les entreprises réclament des augmentations de salaires (...)
En outre, de nombreux policiers en civil ou en uniforme défilent à Tunis et en province, se présentant comme des « Tunisiens comme les autres », pour réclamer la création d'un syndicat de police, dénonçant leurs conditions de travail et leur salaire.
Mustapha Ben Jaafar pointe le décalage et l'incompréhension entre les cadres de l'exécutif — sous-estimant le rejet dont ils font l'objet — et les aspirations de la population à rompre avec le régime de Ben Ali.

#### «Caravane de la libération»

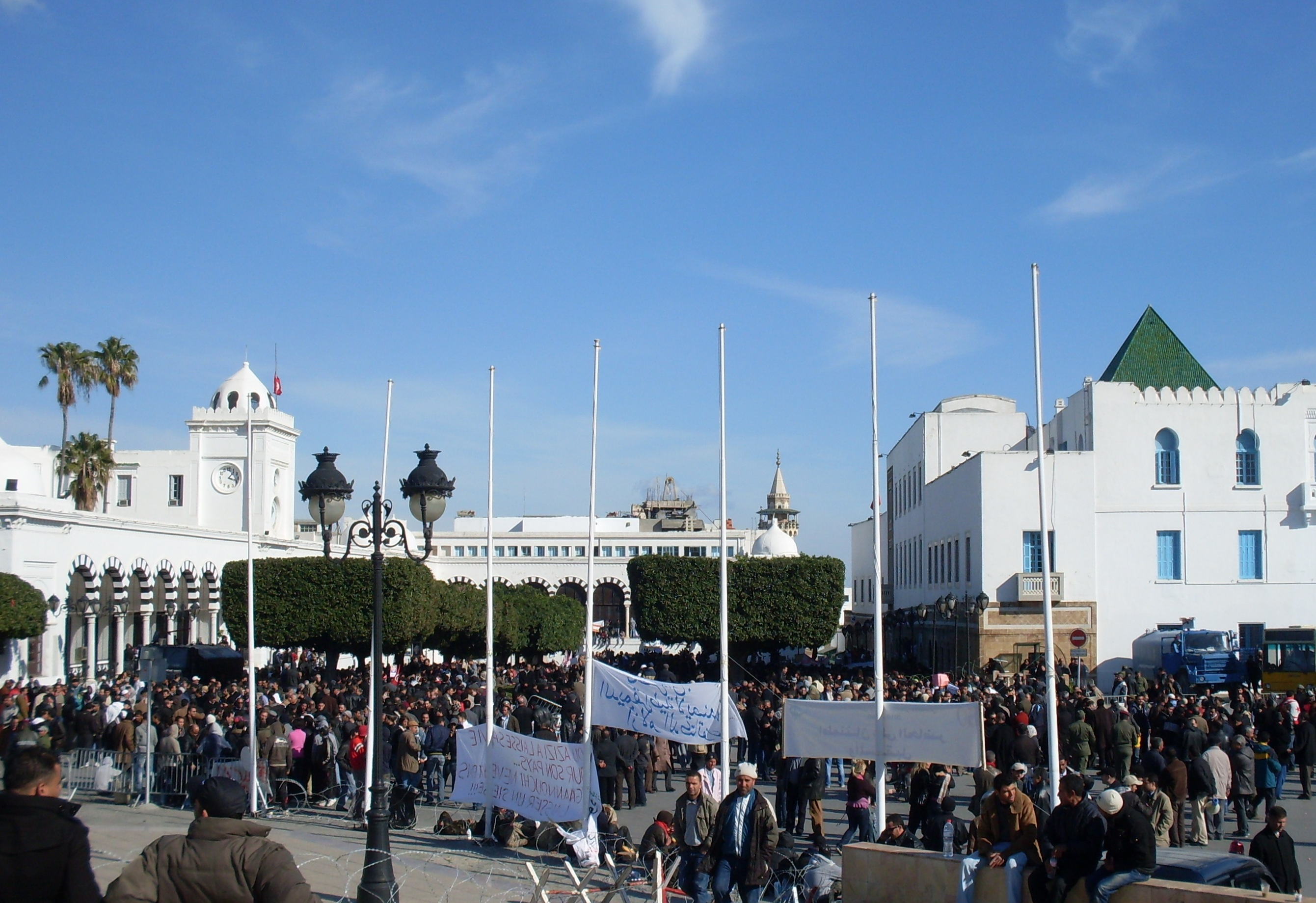
La « caravane de la libération » devant le siège du gouvernement, le 23 janvier 2011.

Le 22 janvier 2011, à l'initiative de jeunes habitants du centre-ouest de la Tunisie, la région d'où est parti le mouvement qui a conduit à la révolution, une « caravane de la libération » rassemblant plusieurs centaines de personnes marche sur Tunis pour réclamer le départ du gouvernement des personnalités de l'ancien régime.
Partie de Menzel Bouzaiane — où les premières victimes de la révolte populaire étaient tombées dès le 24 décembre —, de Sidi Bouzid et de Regueb, cette marche pacifique spontanée est rejointe par des militants des droits de l'homme et par des syndicalistes.

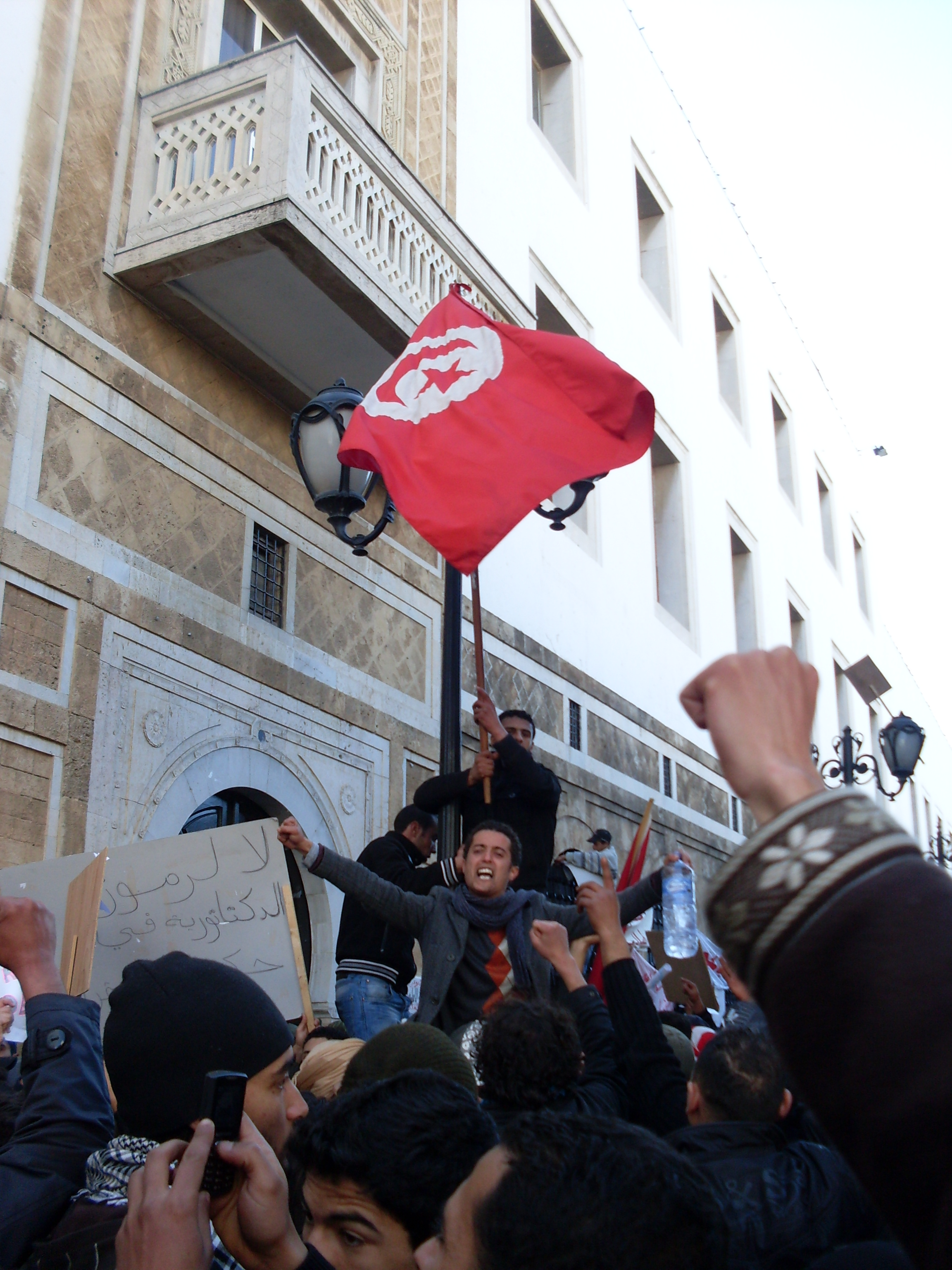
Manifestants le 23 janvier 2011.

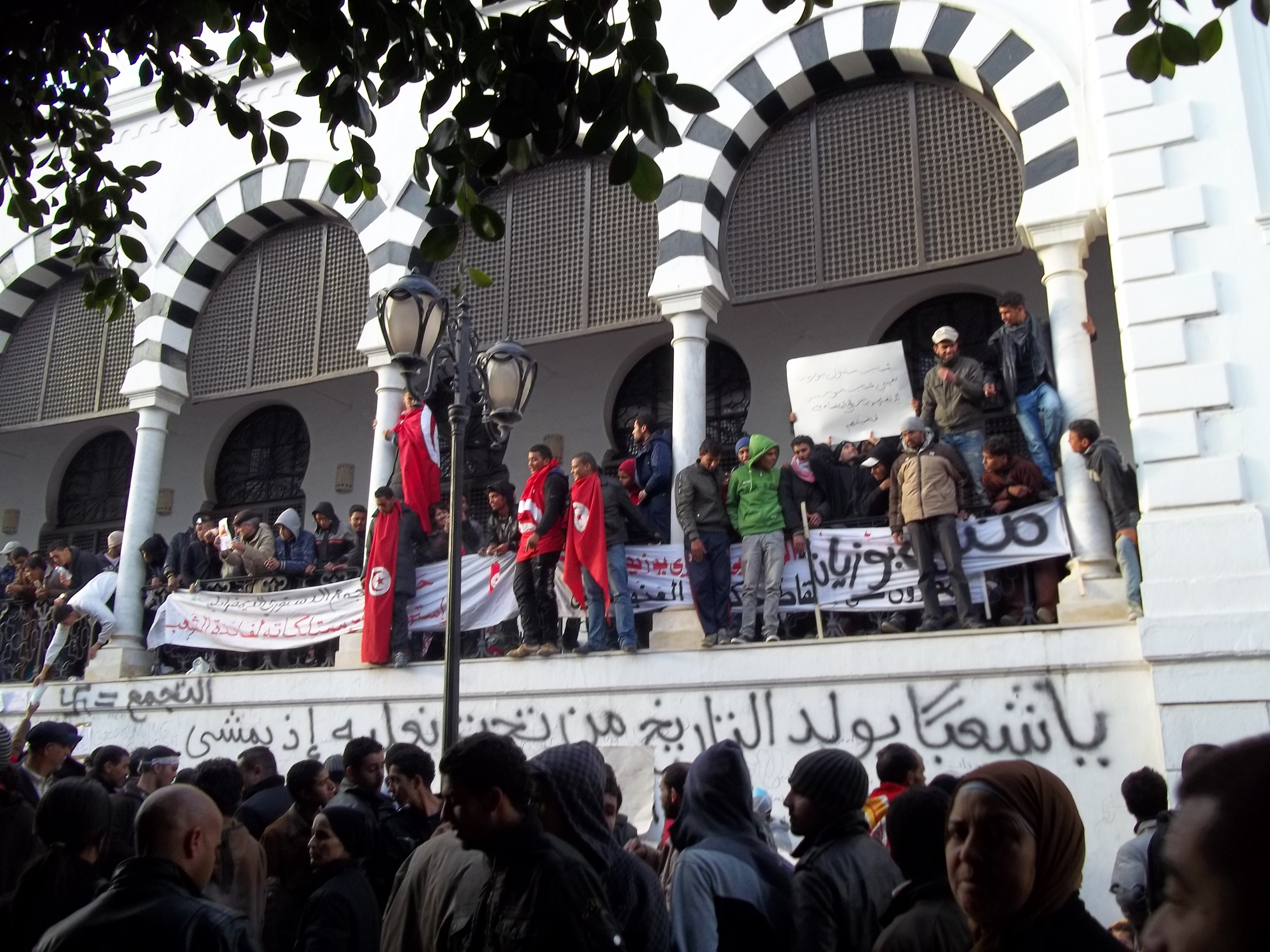
Manifestants le 24 janvier 2011.

Le cortège hétéroclite, alternant marche et trajets en véhicules, soutenu par la population, atteint Tunis le 23 janvier.
Les jeunes manifestants, rejoints par des centaines de Tunisois, entament le siège du palais Dar el Bey résidence du Premier ministre sur la place du Gouvernement et la place de la Kasbah voisine, déterminés à faire chuter le gouvernement de transition. Le gouvernement transitoire semble, selon divers observateurs, miser sur l'essoufflement du mouvement.

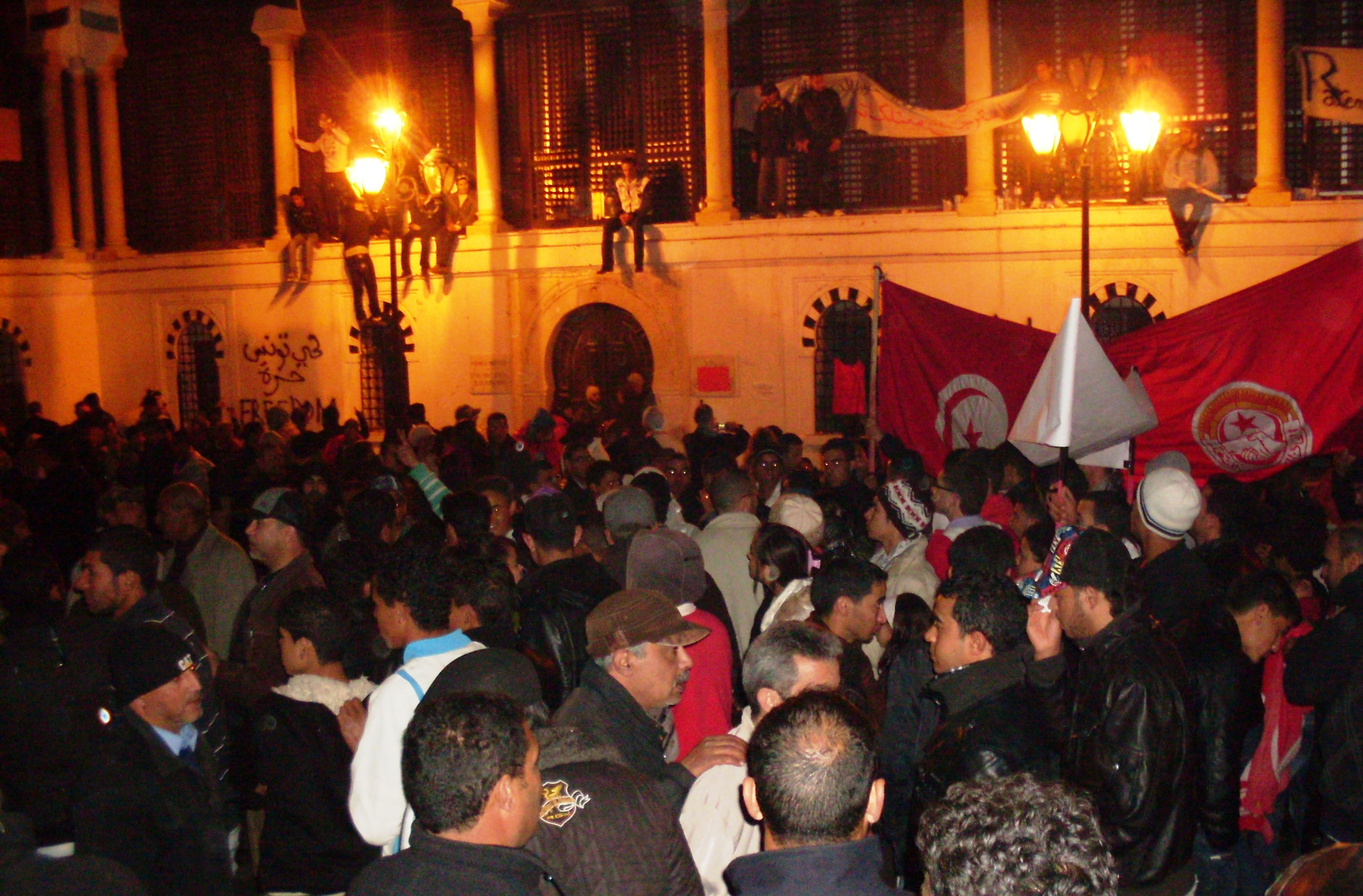
Manifestants de la « Caravane » en soirée, le 23 janvier 2011.

Bravant le couvre-feu de manière à maintenir la pression sur l'exécutif, des centaines d'entre eux poursuivent le siège au cours de la nuit et, le 24 en matinée, quelques échauffourées se produisent quand les forces de l'ordre tentent d'exfiltrer des fonctionnaires des bâtiments et reçoivent des projectiles de la foule.
Certains manifestants s'en prennent en outre aux vitres du ministère des finances et, pour la seconde fois depuis le 14 janvier, les forces de l'ordre jusque-là circonspecte avec les protestataires font usage de gaz lacrymogène pour tenter de les disperser.
Plus tard dans la journée, les rangs des manifestants grossissent à nouveau jusqu'à plusieurs milliers de personnes sur l'esplanade de la Kasbah à proximité des bureaux du Premier ministre Mohamed Ghannouchi, persévérant dans leur exigence de voir le gouvernement de transition démissionner.
L'armée continue de s'interposer entre les protestataires et les forces de l'Intérieur.

#### Appels à la grève
Plusieurs observateurs pointent les membres du gouvernement provisoire dont le choix semble largement contestable et qui focalisent la colère de la rue, eu égard à leur très grande proximité avec l'ancien président, voire leur contribution idéologique au régime de Ben Ali : il en va ainsi de Moncer Rouissi, ministre des Affaires sociales qui a été proche du président déchu jusqu'au bout, de Moncef Bouden, secrétaire d'État à la fiscalité qui aurait opéré des redressements fiscaux aux entreprises convoitées par le clan Ben Ali-Trabelsi, de Ahmed Friaâ, ministre de l'Intérieur, « pour le symbole » et de Ridha Grira, soupçonné d'avoir facilité la mainmise du clan présidentiel sur les terrains publics quand il s'occupait des domaines de l'État.
À la veille de la réouverture des établissements scolaires, les instituteurs, à travers l'UGTT, annoncent une grève illimitée jusqu'au départ du gouvernement des caciques du RCD et de l'ancien régime.
Au seuil d'une semaine que de nombreux observateurs décrivent comme cruciale pour le gouvernement provisoire, celle-ci semble assez largement suivie tant en province que dans la capitale.
Des sources syndicales annoncent une participation de 90 % des enseignants. Tandis que les manifestations poursuivent tout au long de la journée, le syndicat national de l'enseignement secondaire appelle à son tour à une journée de grève le 27 et à participer aux manifestations pour obtenir la dissolution du gouvernement « imposé aux Tunisiens ».
Dans l'après-midi du 24 janvier, sur la place de la Kasbah à Tunis, le général Rachid Ammar tente d’apaiser les esprits et de mettre en garde les manifestants contre « la vacance du pouvoir qui engendre la dictature » et posant l'armée en « garante de la révolution ».
Un peu plus tard, Taïeb Baccouche, porte-parole du gouvernement de transition, annonce l'imminence d'un remaniement ministériel tout en restant vague sur sa portée. Le soir venu, des centaines de manifestants tunisiens ressortent matelas et couvertures pour braver à nouveau le couvre-feu et poursuivre la pression sur le gouvernement provisoire dont ils réclament toujours la démission dans une occupation de la place relativement festive : une tente bédouine y fait son apparition et les protestataires y chantent et y dansent sans discontinuer.

#### «Comité des sages»
Dans l'attente de l'annonce gouvernementale, afin de sortir de l'impasse, certaines sources, parmi lesquelles l'opposante Sihem Bensedrine, évoquent des négociations pour proposer une alternative au gouvernement de transition : un « Comité des sages » encadrerait l'exécutif provisoire, voire s'y substituerait.
Ce comité compterait parmi ses membres des représentants de la société civile, des avocats, des responsables syndicaux et des responsables politiques d'opposition à l'instar de Ahmed Mestiri, 85 ans, ancien ministre démissionnaire de Bourguiba, fondateur du Mouvement des démocrates socialistes, opposant à Ben Ali et en retrait de la vie politique depuis 1992.
Dès le 18 janvier, ce dernier avait qualifié le gouvernement provisoire d'« aventure illusoire et sans issue où ont été entraînés quelques naïfs », dénonçant la concentration des postes importants dans les mains de proches de Ben Ali.

#### Diplomatie et dispositions gouvernementales
Le 18 janvier, le ministre des Affaires étrangères de l'exécutif de transition, Kamel Morjane, s'entretient avec Jeffrey D. Feltman, sous-secrétaire d'État américain pour le Proche-Orient.
En soirée, au cours d'une émission télévisée sur la chaîne Hannibal TV, Néjib Chebbi, chargé du Développement Régional et Local, annonce l'allocation immédiate de 500 millions de dinars (152 millions d'euros) sous forme de crédits urgents à destination des gouvernorats et régions défavorisés qui ont vu le départ du mouvement de révolte. Ces aides doivent toucher prioritairement les familles des victimes de la révolution, les artisans et commerçants qui ont subi des dégâts et s'étendre aux agriculteurs victimes des conditions climatiques.
Néjib Chebbi annonce également la réforme des conseils régionaux de développement — où doivent désormais siéger des composantes de la société civile aux côtés de l'administration — ainsi qu'un mouvement dans le corps des Gouverneurs — dont certains sont accusés de corruption et de répression — afin de mettre des gens compétents dans le domaine du développement régional à la tête des régions du centre. Il est en outre prévu un dispositif transitoire d'allocation de 150 dinars mensuels (45,6 euros) à destination des « diplômés-chômeurs » de l'enseignement supérieur pour des prestations de travail volontaire à mi-temps.

#### Dissensions
Tandis que les enseignants du primaire doivent reprendre le travail le 26 janvier, la section régionale de l'UGTT de Sfax, deuxième ville du pays et métropole économique, appelle à une grève générale pour le même jour pour appuyer la revendication de dissolution du gouvernement de transition et du RCD. Le syndicat national de l'enseignement secondaire appelle quant à lui à une journée de grève pour le 27, avec les mêmes mots d'ordre.
À Tunis, où les bureaux du Premier ministre restent sous la pression des protestataires venus de province, un rassemblement favorable au gouvernement de transition s'organise sur l'avenue Bourguiba réclamant la reprise du travail, dénonçant le « chaos » ou encore le rôle de Abdessalem Jerad, patron de l'UGTT, dont l'attitude vis-à-vis de Ben Ali est controversée.
Le cortège est dispersé sans ménagement par des centaines de jeunes opposants au cabinet Ghannouchi, sans que la police, présente à proximité, intervienne.
L'ancien opposant Moncef Marzouki, voulant prendre la parole place de la Kasbah, se fait huer et molester par des manifestants criant à la récupération.
À Sousse et à Gafsa, l'armée doit s'interposer entre des groupes divergents s'opposant devant les sièges locaux de l'UGTT.
Certains observateurs pointent ainsi l'émergence de deux pôles antagonistes au sein de la société tunisienne, se cristallisant respectivement sur le soutien ou l'opposition au processus transitionnel en cours, opposition pour sa part largement soutenue par l'UGTT.
Plus largement, certains spécialistes décèlent dans cette opposition le sentiment des jeunes chômeurs issus des régions déshéritées du pays qui craignent que leur lutte soit récupérée et serve les vieilles élites citadines.

### Remaniement gouvernemental
Le 25 janvier 2011, l'agence Tunis Afrique Presse (TAP) annonce que des consultations se poursuivent afin de pourvoir aux postes ministériels vacants depuis les démissions et afin d'« apporter des aménagements à l'équipe initiale ».
Le porte-parole du gouvernement doit présenter la nouvelle équipe le 27, après avoir, plusieurs fois, reporté le moment de cette annonce.
Dans la matinée du 26, des heurts se déroulent entre de jeunes manifestants et la police aux abords du siège de la primature (résidence du Premier ministre), avant que l'armée ne s'interpose.
Dans le même temps, au cours d'une conférence de presse, Lazhar Karoui Chebbi, ministre de la Justice annonce une série de mesures dont le lancement d'un mandat d'arrêt international contre Zine el-Abidine Ben Ali, son épouse et certains proches pour « acquisition illégale de biens mobiliers et immobiliers » et « transferts illicites de devises à l'étranger », tout en sollicitant l'aide d'Interpol.
La grève générale de Sfax est bien suivie et les grévistes forment un cortège de plus de cinquante mille personnes, selon les sources syndicales, pour réclamer la démission du gouvernement transitoire ; l'UGTT appelle à une « grève générale » pour le lendemain, cette fois à Sidi Bouzid, visant toujours les mêmes objectifs.
Tandis que des centaines de manifestants campent toujours sous les fenêtres du Premier ministre, sur l'esplanade de la Kasbah et se préparent à y passer une troisième nuit, les autorités allègent le couvre-feu désormais en vigueur de 22 heures à 4 heures du matin.

## Gouvernements de transition

### Nouveau cabinet
Le 27 janvier 2011 en soirée, après trois jours de négociations et de tractations difficiles, Mohamed Ghannouchi cède en partie à la pression populaire et présente un nouveau gouvernement expurgé des caciques de l'ancien régime.
Cette nouvelle équipe reçoit l'aval de la direction de l'UGTT — dont certains soulignent une radicalité tranchant avec la « docilité » vis-à-vis de Ben Ali — et provoque une explosion de joie chez les manifestants de la place de la Kasbah campant depuis quatre nuits sous les fenêtres de la primature. Néanmoins, si la foule marque son contentement, elle réclame aussitôt le départ de Ghannouchi, dernier chef du gouvernement du président déchu Ben Ali.
Les ministères régaliens jusque-là trustés par des proches du régime Ben Ali sont confiés à Abdelkrim Zbidi pour la Défense Nationale, Ahmed Ounaies aux Affaires étrangères, Farhat Rajhi à l'Intérieur et Jelloul Ayed aux Finances.
En outre Azedine Beschaouch remplace Moufida Tlatli à la Culture. Parmi les douze nouveaux ministres, pour la plupart des technocrates choisis pour leurs compétences, on compte essentiellement des universitaires de haut niveau, dont l'économiste Elyès Jouini, jusque-là vice-président du conseil scientifique à l'université de Paris-Dauphine et Habiba Zéhi Ben Romdhane, professeur de médecine, cofondatrice de la section tunisienne d'Amnesty International ainsi que plusieurs chefs d'entreprise.
Le nouvel exécutif, composé en concertation avec tous les partis politiques, l'UGTT et groupes de la société civile, doit mener la Tunisie à ses premières élections libres qui doivent se tenir sous l'égide d'un « conseil des sages » et en présence d'observateurs internationaux.
Dès sa nomination, le nouveau ministre de l'Intérieur Farhat Rajhi doit faire face à une émeute qui envahit son ministère et menace de le massacrer,.
Dès le lendemain, il limoge quarante-deux hauts responsables dont trente hauts gradés de la police considérés comme des piliers de « l'ère Ben Ali »,.

### Évacuation de la place de la Kasbah
Dans l'après-midi et pour la première fois depuis deux jours, des affrontements opposent les manifestants de la place de la Kasbah, qui réclament toujours le départ de Mohamed Ghannouchi, et les policiers anti-émeutes.
Les protestataires de ce dernier foyer de résistance dans la capitale — essentiellement des protestataires montés de la province — sont finalement dispersés par les forces de l'ordre usant de gaz lacrymogènes, dans une intervention occasionnant plusieurs blessés et des arrestations.
Des militaires dégagent le campement de fortune installé depuis six jours devant le palais Dar El Bey. La vie de la capitale semble par ailleurs reprendre un cours normal, avec la réouverture des commerces et des cafés et le retour des embouteillages.

### Prolongation du mouvement social en province
Dans différentes villes de provinces, les actions de protestations se poursuivent le 28 janvier, davantage porteuses de revendications sociales et sectorielles. À Béja, Jendouba, Aïn Draham, Gabès ou encore Sfax, des sit-ins, des manifestations, marches ou rassemblements dénoncent à plusieurs titres la précarité des conditions de travail ou l'absence de celui-ci, la faiblesse des rémunérations, l'arbitraire qui règne dans certaines entreprises ou administrations.
Les manifestants dénoncent également l'absence de couverture de leurs actions et revendications par les organes d'information audio-visuels.
Le pays a vu 111 blocages de routes.
Le 10 février, Abid Briki, responsable au sein de l’UGTT, indique que sa centrale syndicale est loin d’encadrer tous les mouvements de grève spontanés ou organisés qui ont éclaté depuis le 14 janvier. Il appelle ainsi à la titularisation des contractuels précaires et à la refonte en profondeur de la législation sociale, incluant la création d’allocations chômage.
Ce serait l’occasion pour l’UGTT, marginalisée sous l’ère Ben Ali et débordée par son aile gauche qui réclame le départ de la direction, de reprendre la main.

### Bilan détaillé
Le ministère de la Santé tunisien publie un bilan détaillé des victimes de la révolution, alors que les chiffres gouvernementaux restaient à 78 morts depuis le 22 janvier, et que l'ONU dénombrait 300 victimes.
Entre le 17 décembre et le 25 janvier, 166 personnes ont été tuées par balles et 74 détenus sont morts lors de révoltes, ce qui donne un premier total intermédiaire de 238 morts, compte non tenu des morts d'autres causes (bastonnades…) et des morts dont la dépouille n'est pas passée par un hôpital. Les blessés graves, soignés dans un hôpital, sont au moins 1 207.
Le nombre de morts est de 338 selon un bilan officiel le 4 mai 2012, dont 86 détenus, 12 femmes et 8 enfants et 2 174 blessés. 29 membres des forces de l'ordre public sont également décédés.
Le détail par ville est le suivant, :
- Tunis : 89 morts et 574 blessés ;
- Kasserine : 21 morts et 624 blessés ;
- Bizerte : 16 ou 29 morts et 49 blessés
- Gafsa : 23 morts et 236 blessés
- Sidi Bouzid : 13 morts et 158 blessés ;
- Nabeul : 15 morts et 101 blessés
- Sousse : 13 ou 15 morts et 57 blessés ;
- Monastir : 12 morts et 15 blessés, 49 morts dans l'incendie d'une prison,
- Kairouan : 3 morts et 32 blessés
- Kef : 3 morts et 17 blessés
- Mahdia : 5 morts et 10 blessés
- Béja : 3 morts et 17 blessés
- Tataouine : 3 morts et 9 blessés
- Tozeur : 5 morts et 17 blessés
- Zaghouan : 3 morts et 15 blessés
- Sfax : 5 morts et 25 blessés
- Gabes : 8 morts et 34 blessés
- Kebili : 5 morts et 28 blessés
- Médenine : 5 morts et 23 blessés
- Siliana : 9 blessés
- Jendouba : 6 blessés

Enfin, le jour de la fuite de Ben Ali a aussi été le plus meurtrier, avec au moins 31 tués, dont 18 à Tunis.

### Fin du législatif benaliste
Les 7 et 9 février 2011, les deux chambres du Parlement tunisien, composées d'élus issus du RCD et de partis autorisés par le pouvoir benaliste, votent une loi permettant au président par intérim, Fouad Mebazaa, de gouverner par décrets-lois. Ce dernier se voit ainsi confier la mission de prendre les décrets nécessaires à l'amnistie, à la mise en place d'un régime respectueux des droits de l'homme, et à l'organisation d'élections libres.
Dans le même temps, le parti de Zine el-Abidine Ben Ali est suspendu : ses activités sont interdites, ses locaux fermés et sa dissolution est prévue.
Alors que les violences continuent dans le pays et que les manifestants continuent de réclamer le départ du gouvernement Ghannouchi, le Parlement se prive ainsi de toute participation à la transition. C'est la fin d'une des institutions de l'ancien régime.
Le 8 février, le ministère de la Défense annonce, sans l’expliquer, qu'il rappelle les réservistes, alors que les rumeurs de complot contre-révolutionnaire courent toujours et que les manifestations continuent, envahissant parfois le siège d'un gouvernorat.
Pour calmer les tensions et tenter de résoudre en partie le problème de la misère, le gouvernement fait distribuer des aides de 30 à 78 dinars aux chômeurs et aux handicapés.
De nombreuses manifestations contestent l’administration mise en place : un nombre important de gouverneurs est contesté, des tribunaux sont incendiés, des grèves éclatent dans tout le pays[réf. nécessaire], concrétisant l'instabilité politique (le 13 février, le ministre des Affaires étrangères, Ahmed Ounaies, démissionne ; il était contesté pour avoir qualifié d' « amie de la Tunisie » la ministre française des Affaires étrangères, Michèle Alliot-Marie).
Depuis le début du mois de février, des milliers de Tunisiens fuient vers l'île italienne de Lampedusa et l'Union européenne, faisant craindre dans un premier temps une « marée humaine » sur l’Europe. Mais en avril, un accord est signé entre l’Italie et la Tunisie, qui permet de régulariser 22 000 Tunisiens arrivés en Italie depuis le 14 janvier.

### De Ghannouchi à Caïd Essebsi
Alors que l'instabilité continue, environ un millier de personnes célèbrent, le 14 février, l'anniversaire du départ de Ben Ali. Le 11 février, diverses organisations de gauche forment le Conseil National pour la Protection de la Révolution (CNPR). Il regroupe des représentants de l’ordre des avocats, de la ligue tunisienne des droits de l'homme, du syndicat UGTT, du parti islamiste Ennahdha, et du Front du 14-janvier,.
Il demande la convocation d’une assemblée constituante et la dissolution de toutes les institutions héritées de l’ère de Ben Ali, à savoir le Parlement, le RCD, la police politique ».
Sa reconnaissance éventuelle par un décret présidentiel rencontre l’opposition du parti Ettajdid, du PDP, des Femmes Démocrates et du Syndicat des journalistes, qui ont refusé de le soutenir. Le Front du 14 janvier regroupe une douzaine de partis et de groupuscules d’extrême-gauche.
Un décret-loi du président de la République proclamant l’amnistie des prisonniers politiques est publié le 19 février, plus d’un mois après le départ de Ben Ali.

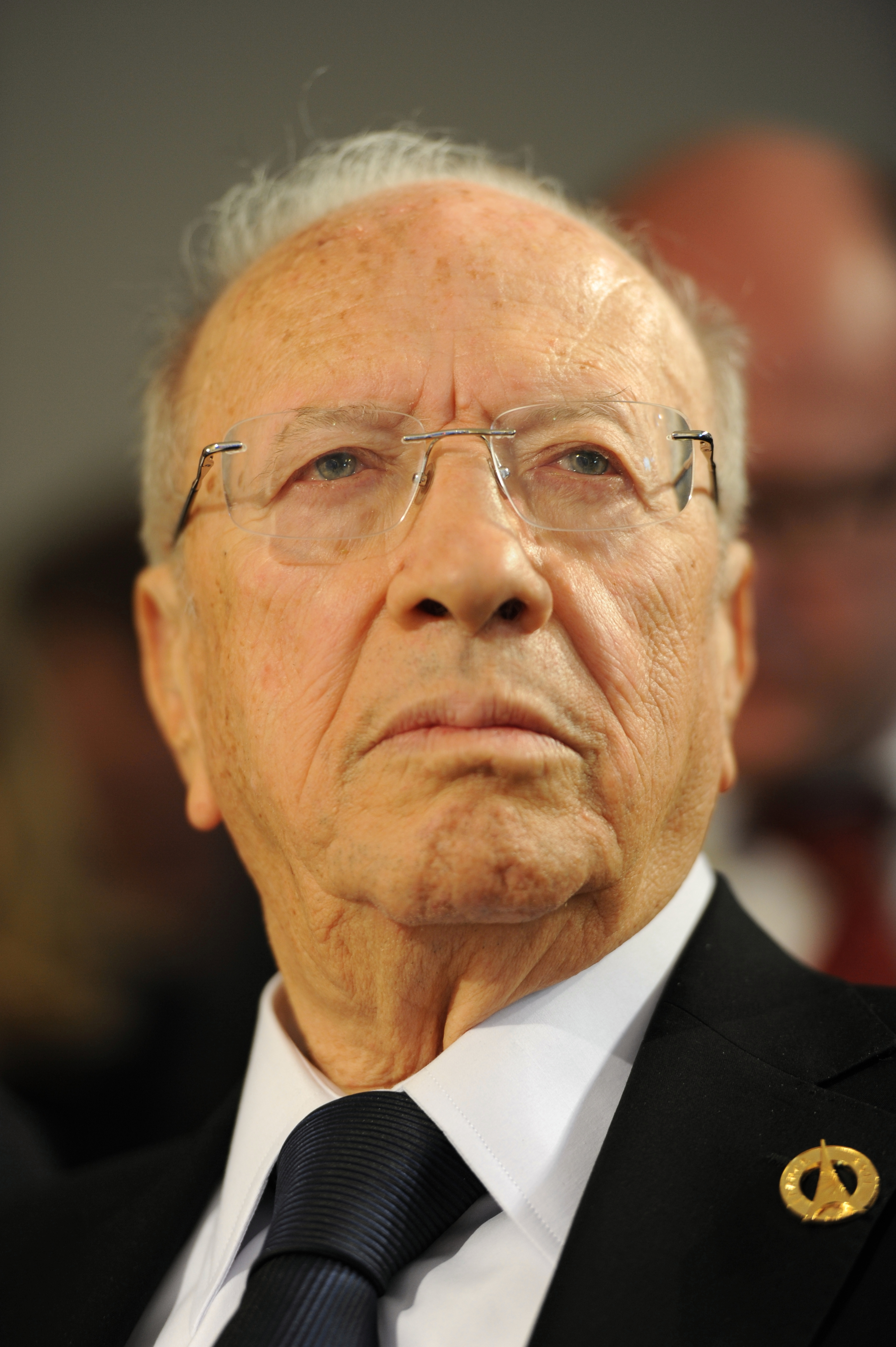
Béji Caïd Essebsi, deuxième premier ministre dans le gouvernement de transition

Pendant six semaines, la tension et les affrontements se prolongent, avec notamment des manifestations qui prennent pour cible le gouvernement Ghannouchi, qui refuse les revendications des manifestants et de différents organismes issus de la révolution, dont la principale est la convocation d’une assemblée constituante, à quoi s’ajoutent selon les tendances la démission du Premier ministre Ghannouchi, la dissolution définitive du Parlement et des commissions d’enquête post-révolutionnaires, une forte épuration judiciaire des bénalistes, la demande d’extradition de Ben Ali pour haute trahison.
Les manifestants, plusieurs milliers, occupent les kasbahs de Tunis et Sfax à partir du 21 février,, à l’appel notamment du CNPR.
Le mouvement de Tunis, appelé "La Kasbah 2", connaît un succès important. Pendant 10 jours, des militants, des sympathisants et des badauds occupent la place du Gouvernement de façon pacifique en demandant notamment l'élection d'une nouvelle Assemblée constituante, la dissolution du RCD et des instances parlementaires de l'ancien régime et la démission du gouvernement Mohammed Ghannouchi.
Ils obtiennent gain de cause le 27 février, avec une manifestation de 100 000 personnes à Tunis qui pousse à la démission du Premier ministre, remplacé par Béji Caïd Essebsi, plusieurs fois ministre sous Bourguiba.
Ce nouveau tour de force contestataire a coûté 5 morts et 88 manifestants arrêtés,.
Des indices laissent penser que certains casseurs seraient payés par des cadres du RCD,,.
La démission du Premier ministre est suivie de celles de cinq de ses ministres :
- le lendemain 28 février, de celle du ministre de la Planification et de la Coopération internationale, Mohamed Nouri Jouini[203], et de celle de Mohamed Afif Chelbi, ministre de l'Industrie depuis 2004[204] ;
- et le lendemain, 1er mars, de celles du ministre de l'Enseignement supérieur et de la Recherche scientifique, Ahmed Brahim, et du ministre du Développement régional et local, Ahmed Néjib Chebbi. Ils étaient les seuls représentants de l'opposition. Elyès Jouini, ministre chargé des Réformes économiques et sociales, démissionne également[205].

Le 7 mars 2011, le ministre de l'Intérieur annonce la dissolution de la sûreté de l'État et de la police politique : cette mesure est saluée comme l’acquis le plus important de la révolution.
Les revendications se font jour dans tous les domaines : un sit-in bloque la route nationale 1 et l’autoroute Tunis-Sousse, pour exiger la fermeture d’une usine polluante à Chkarnia. Les sit-ins, qui regroupent souvent peu de monde, témoignent du malaise persistant.
Le régime, qui reste dirigé par des anciens du régime policier de Bourguiba, n'obtient cependant pas l'adhésion populaire, et la méfiance règne de part et d'autre : les comités pour la protection de la révolution se créent ou se maintiennent (celui de Sidi-Bouzid créé le 11 mars), et le couvre-feu également. Ces comités prennent des décisions au niveau local.

### Organisation des élections du nouveau régime
Au 3 mars, la date retenue pour l'élection d'une Assemblée constituante est d’abord fixée au 24 juillet. Le scrutin retenu par la Haute instance présidée par Ben Achour est le scrutin de liste à la proportionnelle, avec une parité hommes-femmes et les femmes en position éligible. Une instance de supervision des élections est également créée, sur pression des manifestants, afin d'éviter toute manipulation des résultats par le ministère de l'Intérieur.
Devant les difficultés de mise à jour des listes électorales (400 000 non inscrits, 13 % d’inscrits à une fausse adresse), la date d’élection de l’Assemblée constituante est repoussée au 23 octobre. Dix-neuf des sièges sont réservés aux Tunisiens de l’étranger, dont dix pour les Tunisiens en France.
Quatre-vingt-deux partis se créent entre le départ de Ben Ali et la mi-juin, dont certains créés par les anciens ministres benalistes Ahmed Friaâ (Intérieur) ou Kamel Morjane (Affaires étrangères), ou encore le parti Al-Watan, de l’ancien ministre de la Défense Mohamed Jegham.
L’un des partis qui dispose du plus de moyens financiers est le Parti démocrate progressiste, de Ahmed Néjib Chebbi et Maya Jribi.

### Poursuite de l'épuration
Un autre décret-loi pris le 25 février et publié le 29 mars exproprie 114 personnes proches du président au bénéfice de l'État tunisien ; une commission doit lister les biens concernés. Ainsi, le 29 mars, les 51 % d'Orange Tunisie détenus par le gendre de Ben Ali, Marouane Mabrouk, sont confisqués par l'État tunisien. L'État se retrouve ainsi propriétaire des trois réseaux de téléphonie mobile du pays, avec Tunisie Télécom (65 % du capital) et Ooredoo (anciennement Tunisiana), dont il a récupéré les 25 % d'un autre gendre de Ben Ali.
Le Rassemblement constitutionnel démocratique (RCD), ancien parti au pouvoir, déjà dissous le 9 mars par le tribunal de première instance de Tunis (avec liquidation de tous ses biens et fonds par le biais du ministère des Finances), est définitivement abattu le 11 avril. Son secrétaire général Mohamed Ghariani, suspecté d'avoir organisé les milices responsables du chaos et de l'insécurité depuis début janvier, est arrêté.
Le même jour, les 140 membres de la Haute instance pour la réalisation des objectifs de la révolution, de la réforme politique et de la transition démocratique, adoptent un décret-loi qui exclut pour dix ans de la vie politique tunisienne tous les responsables du RCD et les ministres de Ben Ali : les postes concernés sont les membres du bureau exécutif, du comité central, les secrétaires généraux des comités de coordination et tous les présidents de cellule.
La Haute instance proposait que toute personne ayant occupé un de ces postes entre 1987 et 2011 soit interdite d'élections ; le premier ministre a finalement choisi de la limiter à dix ans (2001-2011).
Cette épuration ne touche cependant que peu la police, qui continue à torturer comme avant la révolution, selon un rapport d’octobre de l’Association de lutte contre la torture de Tunisie.

### Climat tendu
Les milices benalistes continuent de maintenir un climat tendu, voire de « terreur ». Outre les nombreuses exactions qu’on leur attribue, ils auraient profité d’une grève aux prisons de Gafsa et Kasserine pour les incendier et favoriser l’évasion de 800 détenus fin avril,.
Une procédure judiciaire est lancée contre l’ancien dictateur pour ces faits.
Autre signe d’un climat qui ne s’apaise pas, les revendications du premier 1er mai, jour de la fête des travailleurs, et les revendications sociales sont nombreuses, même si elles sont soutenues par peu de manifestants ce jour-là, lors du défilé sur l’avenue Habib Bourguiba à Tunis.
Aussi, on peut citer les paroles de l'ancien Ministre de l'intérieur Farhat Rajhi qui accuse le général Rachid Ammar de préparer un coup d'état au cas où le parti islamiste Ennahdha gagne les élections,.

### Conséquences économiques
Le coût total des destructions lors des manifestations est évalué à 1,4 milliard d'euros.
Le secteur de l'industrie exportatrice connaît une forte hausse de son activité, 18,5 % au premier trimestre 2011 par rapport à l'année précédente, et malgré un recul de 15 % en janvier, vite rattrapé en février (+ 8,6 %) et surtout mars (+ 24,6 %). Ce rebond s'explique par une très forte motivation des salariés, explicable peut être par le climat instauré par la révolution (illustré par le changement d'une vingtaine de patrons d'entreprises publiques) et par les hausses de salaires de 8 à 12 % attendues pour le mois de mai.
Le ministre de l’Industrie et de la technologie indique cependant que la production industrielle a baissé de 9 % sur les cinq premiers mois de l’année.
L’industrie textile a vu ses exportations augmenter de 10 % entre janvier et juin, par rapport à l’année précédente : la révolution n’a donc pas eu de conséquences négatives pour le secteur.
Les ouvriers y ont parfois bénéficié de hausses de salaire substantielles ; des entreprises, auparavant découragée par le racket du clan Trabelsi, ou par les violations des droits de l’homme, se disent désormais intéressées par des investissements en Tunisie.
Cependant, la baisse d’activité du tourisme est de 45 à 55 % sur les quatre premiers mois de l’année, et le FMI estime en avril que la croissance du PIB sera de 1,3 %, contre 3,7 % en 2010.
La Banque centrale de Tunisie prévoit une croissance de 1 % seulement, un chiffre repris par un collectif d'économistes : cette croissance sera insuffisante pour fournir du travail aux cent quarante mille nouveaux demandeurs attendus d'ici juillet 2011 (vingt mille emplois perdus en janvier du fait de la révolution, cinquante mille rapatriés de Libye et soixante-dix mille jeunes).

### Procès Ben Ali
Le 20 juin, Zine el-Abidine Ben Ali est condamné, une première fois, lors d'un procès très rapide à 35 ans de prison pour détournement de fonds.
Ce procès par contumace est critiqué car il utilise l’ancien code pénal tunisien et que les avocats n’ont pas pu plaider.
Des poursuites judiciaires et arrestations sont également menées contre certains membres des familles Ben Ali et Trabelsi.

## «Printemps arabe»

### Immolations dans les pays arabes
Les dirigeants des pays arabes voisins regardent la révolution tunisienne avec méfiance, la peur d'une « contagion » est réelle.
D'autres immolations, par le feu, ont lieu dans d'autres pays d'Afrique, à la suite du geste de Mohamed Bouazizi et sont interprétées par les médias comme la volonté des peuples des pays concernés à imiter l'exemple tunisien et à renverser le régime en place.
En Algérie, dès le 12 janvier, plusieurs personnes tentent de s'immoler : dans l'enceinte de la sous-préfecture de Bordj Menaïel, le 14 devant un commissariat de police de la ville de Jijel, le 15 janvier devant la mairie de la ville minière de Boukhadra, le 16 janvier devant le siège de la sûreté de la wilaya de Mostaganem, le 17 janvier dans l'enceinte du siège de l'assemblée départementale dans la région d'El Oued ; le même jour une femme tente de s'immoler en pleine Assemblée populaire communale (APC, mairie) de la localité de Sidi Ali Benyoub, à quelque 450 km au sud-ouest d'Alger.
Le 17 janvier, en Mauritanie, un homme s'immole dans sa voiture devant le Sénat à Nouakchott. Au Maroc, trois personnes tentent de s'immoler à la suite des événements de Tunisie.
En Égypte, un homme s'immole le 17 janvier devant l'Assemblée du Peuple au Caire. Le 18 janvier, un avocat d'une quarantaine d'années tente de s'immoler devant le siège du gouvernement au Caire, puis un déficient mental tente le même geste à Alexandrie.

### Déclenchement de révolutions populaires
En Égypte, les manifestations et grèves qui commencent le 25 janvier 2011 se transforment comme en Tunisie en révolution et aboutissent au départ du président Hosni Moubarak, au pouvoir depuis 1981. Les slogans « Moubarak dégage » ou bien « la Tunisie est la solution » ont été les maîtres-mots de ces manifestants égyptiens.
Le 27 janvier, un ancien militaire de 26 ans s'immole par le feu à Hasaké, au nord-est de la Syrie mais les autorités syriennes imposent un black-out sur l'événement. Mais en Syrie aussi, la protestation enfle et empire rapidement (voir Révolte syrienne de 2011).
Le 28 janvier 2011, les manifestations commencent en Jordanie pour demander le départ du Premier ministre Samir Rifaï.
Le 14 février, la révolution atteint Bahreïn, et sera l'une des plus répressives du Printemps arabe.
Principalement depuis le 18 février 2011, la protestation en Libye prend de l'importance avec, entre autres, la contestation du « guide » Mouammar Kadhafi au pouvoir depuis 41 ans, et aurait déjà fait plusieurs milliers de morts,.

### Conséquences en Tunisie
La révolution tunisienne déclenche un mouvement révolutionnaire qui a lui aussi des répercussions en Tunisie : la plus visible est l'installation de plus de 250 000 réfugiés fuyant la Libye dans le sud tunisien, dont 50 000 Tunisiens qui pèseront sur les chiffres de l’emploi.
L’inquiétude provoquée par la révolte a détourné les touristes européens de la Tunisie, faisant chuter le taux d’occupation des hôtels à un cinquième du taux habituel. Le secteur du tourisme a donc des difficultés importantes, aggravées par la Révolte libyenne de 2011 : chaque année, environ 1,6 million de touristes libyens séjournaient en Tunisie. Au total, le produit intérieur brut (PIB) devrait croître de seulement 0,8 % au lieu des 4 à 5 % attendus, grâce aux aides étrangères (française et algérienne) et au dynamisme des industries d’exportation : textile, chaussures, mécanique, électronique.
La révolution a poussé les responsables politiques à épurer massivement l'appareil sécuritaire de l'État bénaliste (démission de nombreux hauts fonctionnaires, dissolution d’organismes de répression et de surveillance, abrogation des lois antiterroristes). Des tortionnaires ayant sévi sous le régime, comme Hassen Abid, sont jugés. Cette décision a abouti à un affaiblissement général des services régaliens de l'État qui n'est plus en mesure ni d'assurer le maintien de l'ordre ni de pouvoir lutter efficacement contre le terrorisme islamiste, qui s'est désormais installé de façon durable.

## Réactions

### Réactions internationales

#### Avant le départ de Ben Ali
Le 7 janvier, le gouvernement américain convoque l'ambassadeur Mohamed Salah Tekaya pour inciter Tunis à respecter les libertés civiles, la liberté d'expression, en particulier sur Internet, et à faire preuve de modération dans l'usage de la force contre les manifestants.
En réponse, le président Ben Ali convoque à son tour l'ambassadeur des États-Unis.
L'Union européenne appelle le 10 janvier « au respect des libertés fondamentales » et le gouvernement français au « dialogue ».
Pour les journaux Le Canard enchaîné et Le Monde, l'absence de réaction officielle en Europe est la conséquence du « soutien sans faille des gouvernements italien, espagnol et français » au « régime tunisien »,.
Toujours selon Le Monde, il existe un « lobby tunisien à Paris, aussi fort à droite qu'à gauche […] au moins autant sentimental que préoccupé par des intérêts économiques ». Pour Arrêt sur image les premiers commentaires des politiques français sont complaisants avec le gouvernement de Ben Ali et après un silence de 10 jours, les journaux télévisés nationaux français commencent à parler des événements en Tunisie le 30 décembre.
Michèle Alliot-Marie, ministre française des Affaires étrangères, rencontre son homologue tunisien Kamel Morjane pour discuter des événements de Sidi Bouzid.
À la suite de cette rencontre, le Quai d'Orsay publie un communiqué [Lequel ?] dans lequel la France déclare que la priorité est à l'appel au calme et que les émeutes de Sidi Bouzid ne sont dans l'intérêt de personne. Le communiqué déclare également que la France n'a pas l'intention de donner des conseils en matières économique et sociale à la Tunisie. Quelques jours plus tard, Michèle Alliot-Marie soutient devant l'Assemblée nationale que la France est prête à coopérer avec le gouvernement tunisien et à lui fournir son « savoir-faire » en matière de contrôle des émeutes.
La position officielle de la France avant le départ de Ben Ali se résume à ces deux éléments. La position de la ministre provoque indignation et protestation dans les partis d'opposition français, notamment le Parti socialiste.
L'amiral Jacques Lanxade, ancien ambassadeur de France en Tunisie, souligne l'erreur d'analyse du gouvernement français — qui, à l'instar des gouvernements précédents, a souvent soutenu « excessivement » le régime « quasi-dictatorial » — ayant sous-estimé l’ampleur du mouvement de contestation populaire, en essayant d’aider Ben Ali à se maintenir au pouvoir.

#### Après le départ de Ben Ali

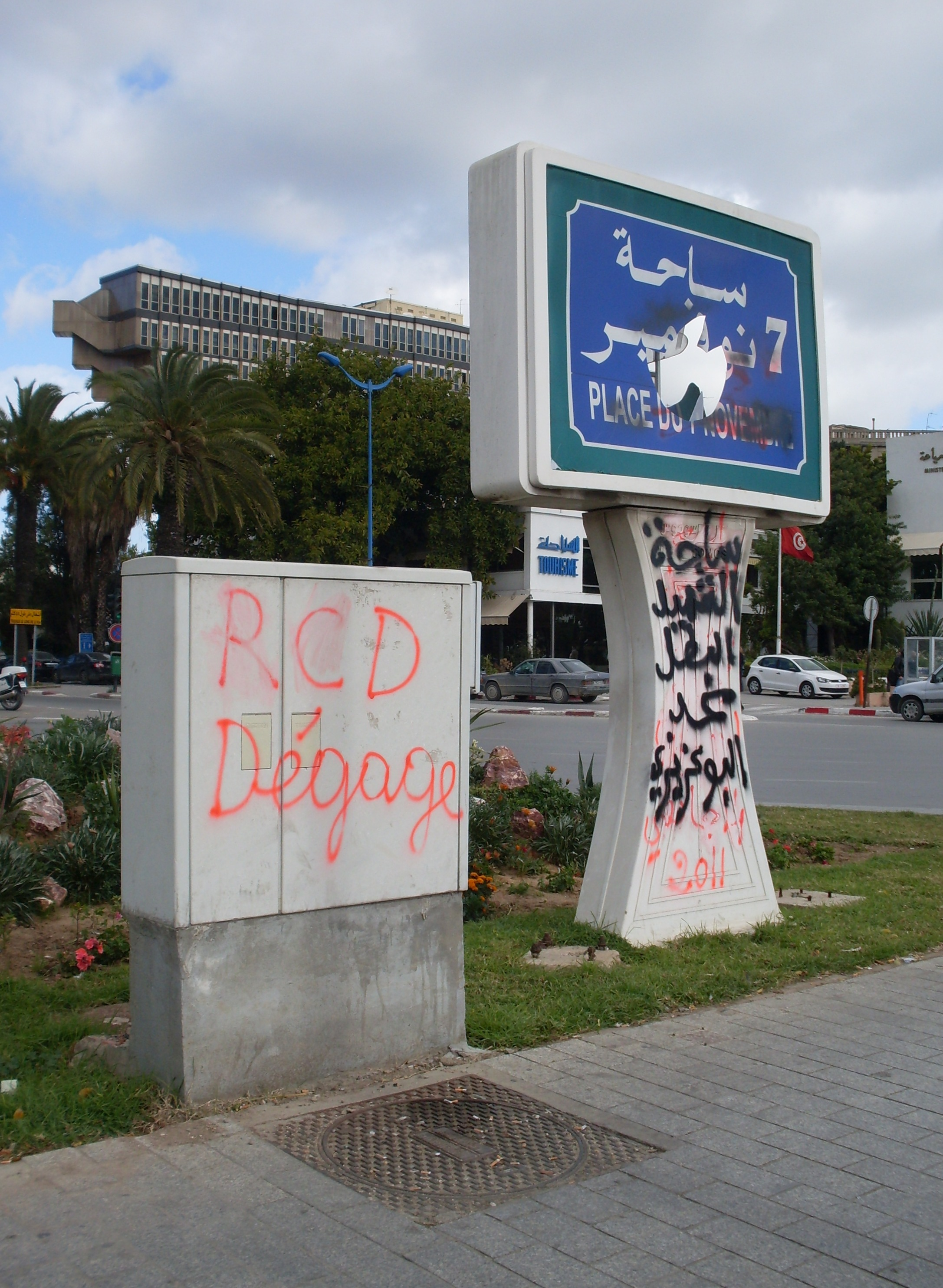
Place du 7-Novembre après les manifestations, le 22 janvier 2011.

Le 14 janvier au soir, dans un communiqué émis par la Maison-Blanche, le président américain Barack Obama condamne et déplore l’usage de la violence contre les citoyens « exprimant pacifiquement leurs opinions » et « applaudi[t] le courage et la dignité du peuple tunisien ». Il ajoute que « les États-Unis, avec l’ensemble de la communauté internationale, observent, avec soutien, ce combat courageux et déterminé pour les droits universels que nous devons tous défendre, et nous nous souviendrons longtemps des images du peuple tunisien cherchant à faire entendre sa voix […] »,.
En France, après les atermoiements des heures précédentes, un communiqué de l'Élysée explique le même soir que « la France prend acte de la transition constitutionnelle annoncée par le Premier ministre Ghannouchi », appelant au dialogue pour « apporter une solution démocratique et durable à la crise » tout en souhaitant la fin des violences.
Le président libyen Mouammar Kadhafi continue de soutenir pleinement Ben Ali après son départ, affirmant qu'il est toujours « le président légal de la Tunisie […] et qu'il n'a fait que des bonnes choses » et que le peuple tunisien a été victime des mensonges diffusés par Internet.
Au Liban, le Hezbollah salue la révolution tunisienne.
Le ministère marocain des Affaires étrangères — après que les autorités ont dispersé des manifestations de soutien à Rabat — exprime le 17 janvier la solidarité du Maroc avec « le peuple tunisien dans son ensemble, en cette période cruciale et délicate de son histoire » en souhaitant la stabilisation de la Tunisie, « élément essentiel et fondamental de la stabilité et la sécurité régionales, en particulier au Maghreb ».
La presse marocaine voit dans l'éviction de Ben Ali par la rue une « leçon » à destination des dirigeants du Maghreb et du monde arabe.

### Manifestations de soutien

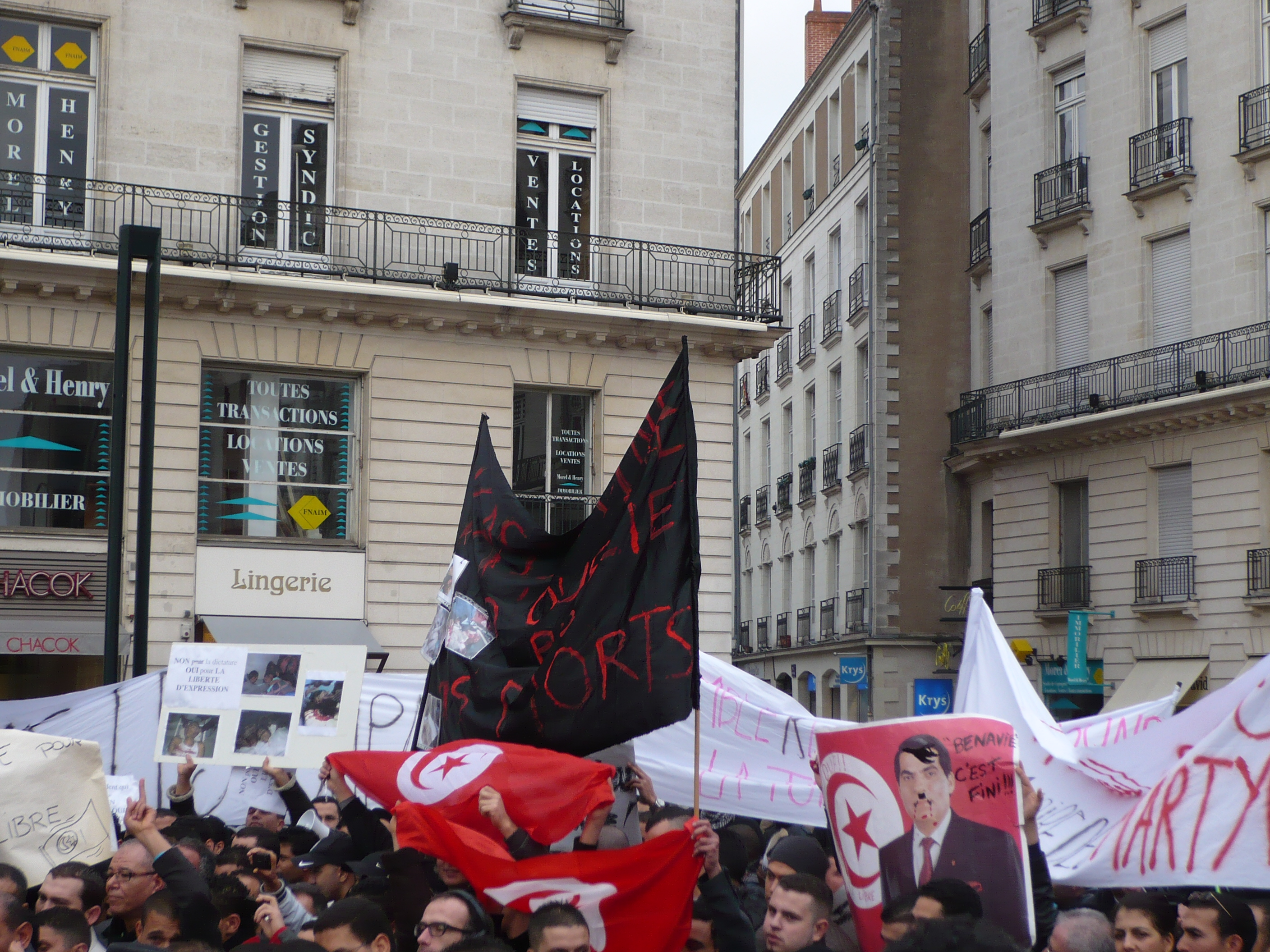
Manifestation à Nantes en soutien au peuple tunisien.

En France, où réside une forte diaspora tunisienne, des manifestations de soutien ont été organisées dans plusieurs villes, dont Paris, Toulouse, Lyon, Nantes, Marseille, Nice, Bordeaux et Strasbourg,.
En Belgique, une manifestation est organisée à Bruxelles.
En Suisse romande, des manifestations sont organisées dans les villes de Genève et Lausanne.
En Allemagne, une manifestation de Tunisiens est organisée à Berlin.
Au Québec, des manifestations sont organisées le 15 janvier à Québec et à Montréal.
Au Maroc, une manifestation de soutien est dispersée par la police ayant déjà interdit une manifestation devant l'ambassade de Tunisie.
Dans les Territoires palestiniens, des centaines de sympathisants du Jihad islamique manifestent à Gaza, arborant des drapeaux palestiniens et tunisiens. « Nous félicitions le peuple tunisien pour son soulèvement contre le régime tyrannique », déclare Daoud Chihab, porte-parole du mouvement.
À Ramallah, capitale politique de la Cisjordanie, l'Autorité palestinienne a empêché la tenue d'un rassemblement de soutien à la révolution tunisienne, qui devait avoir lieu le 19 janvier.
Au Yémen, un millier d'étudiants yéménites manifestent le 16 janvier à Sanaa, appelant les peuples arabes au soulèvement contre leurs dirigeants à l'instar des Tunisiens.

### Autres réactions

#### ONG
Dès le 20 décembre, la Fédération internationale pour les droits humains (FIDH) condamne l'utilisation d'armes à feu par les forces de sécurité tunisiennes et appelle à une enquête indépendante pour faire la lumière sur ces événements, à déterminer les responsabilités et à garantir le droit à la protestation pacifique.

#### Agences de notation
À la suite des événements du 18 janvier, l'agence de notation financière Moody's abaisse la notation souveraine de la Tunisie la faisant passer de Baa2 à Baa3, la perspective passant de « stable » à « négative » et la note court terme de P-2 à P-3.
Les notes de dépôt et d'émissions sont également réduites. Enfin, Moody's abaisse également la note de la Banque centrale à Baa3 avec une perspective négative.
L'agence de notation financière Standard and Poor's place sous surveillance négative la note de la dette à long terme de la Tunisie qui est au moment des événements de BBB. Elle annonce qu'elle prendra une décision sur l'abaissement éventuel de la note dans un délai de trois mois, tandis que l'agence Fitch Ratings annonce un délai de six mois pour envisager ou non une modification vers le bas de sa notation.

## Médias, censure et rôle d'Internet dans le développement du mouvement

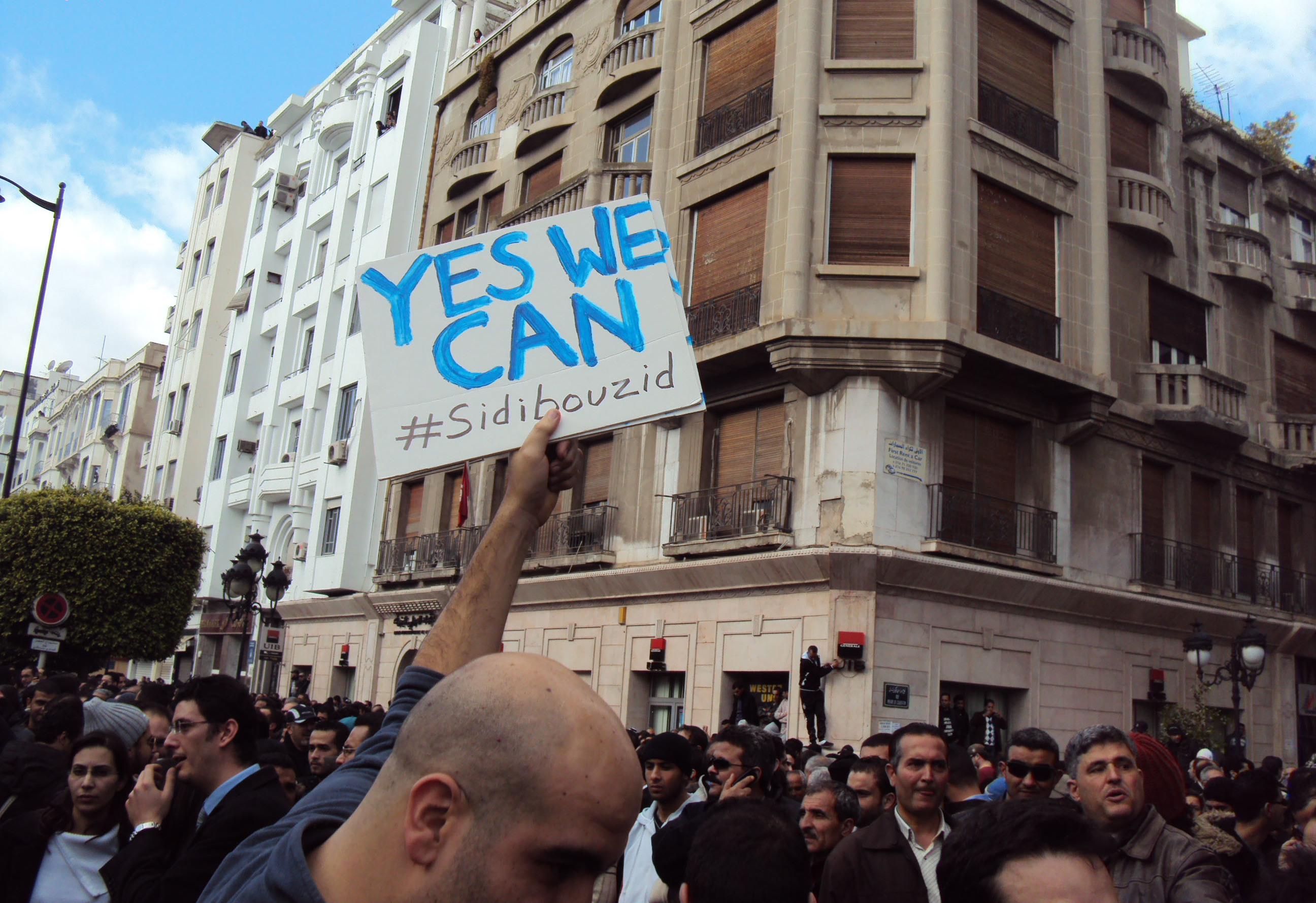
« Yes We Can #Sidibouzid », référence à Twitter dans la révolution, à Tunis le 14 janvier 2011.

Avant le 14 janvier, la majorité des médias Tunisiens suivaient la ligne gouvernementale et rapportaient sans approche critique les activités du président déchu et du RCD, l'ex-parti au pouvoir.
Le pays comptait trois journaux au faible tirage, deux hebdomadaires et un mensuel, critiquant le gouvernement. Ce dernier a retiré des kiosques tous les exemplaires des deux hebdomadaires et il empêche les journalistes étrangers de pénétrer sur son territoire.
La censure sauvage du régime autoritaire de Ben Ali affectait bien plus que le travail de sélection d’information au sein des médias classiques tel que les journaux, les chaines de Radio et de télévision. La Tunisie était assez développée en matière de TIC à cette époque pour qu’on puisse exploiter la sophistication dans les mécanismes de contrôle d’Internet.

### Une navigation très limitée
La navigation sur la toile tunisienne était limitée par les messages d’erreurs. Un Tunisien a été en moyenne une fois dans sa vie de navigateur face au message d’erreur 404 Not found. Ce dernier était en réalité celui de 403 Forbidden maquillé par les mécanismes de censure mobilisés par le régime en place. La censure était doublée par le mensonge. On faisait croire que ces pages étaient introuvables parce qu’elles n’existaient pas et non parce qu’on y interdisait l’accès.
Sans compter les sites d’hébergement de vidéos comme YouTube et Dailymotion, l’accès aux pages appartenant à des organismes mondiaux notamment ceux de la défense des droits de l’Homme et des libertés individuels était aussi interdit.
On peut compter La page de Reporteurs sans frontières par exemple. Celle de Human Rights Watch,était accessible mais sans sa rubrique sur la Tunisie qui, elle, restait introuvable.

### Un cyber-militantisme actif
Face à cette censure et au manque de couverture par les médias nationaux, la lutte se fait également sur Internet.
Contrairement à la censure dans la dimension réelle, la censure d’internet en Tunisie était contournable. Pour fuir le risque de faire face aux institutions de répression physique, qui est un résultat logique d’une opposition ouverte à un régime autoritaire de la sorte, les jeunes Tunisiens ont créé une expansion de la sphère publique.
Afin de s’approprier à nouveau l’accès à l’information, de créer un contenu pour ensuite le partager, une partie de la jeunesse tunisienne notamment celle amatrice du Web s’est inscrite dans ce qu’on appelle le cyber-militantisme. Dans une époque où la dimension réelle était très enchainée, l’une des alternatives les moins risquées et les plus efficaces de contribuer activement à la vie politique de son pays était de militer en ligne.
Cet aspect de la révolution tunisienne est valorisé et hautement exploitable. Certains vont jusqu’à parler d’une « révolution 2.0 », d’une « e-Révolution » ou même de « la Révolution Facebook ». Ces appellations reflètent les fruits des efforts des jeunes cybermilitants en Tunisie.
L’espace de la médiatisation alternative a été entièrement créée par une jeunesse Tunisienne avec une volonté de participer activement à la vie politique de leur pays, d’exprimer leur dégout et leur désir d’en finir avec un régime qui les prive d’une bonne partie de leurs droits et libertés. Les activités de cyber-militantisme ont commencé à l’extérieur du pays pour finir par influencer des jeunes internautes tunisiens à l’intérieur du pays.
Cet espace était meublé par différents techniques d’expressions. La variable du territoire agissait énormément sur la forme du contenu partagé. Les expatriés se permettaient de faire des vlogs face-cam sans masques ni modifications vocales.
Tarik El mekki publiait régulièrement du contenu YouTube afin de dénoncer ouvertement des crimes et des complots du régime de Ben Ali et sa belle famille ainsi que d’autres noms de fonctionnaires du haut de la hiérarchie de l’Etat.
La blogosphère était assez bien développée également: Nawaat était un blog libre de contestation des plus organisées et des plus actives.
Sur le blog, les dénonciations et les revendications étaient rédigées en textes libres, et parfois en articles. Le blog en question avait par exemple révélé la réalité du message d’erreur 404 Not Found et avait expliqué les mécanismes de contrôle et de censure que la cyber-police utilisait sous les ordres de Ben Ali et de ses alliés. D’autres cyber-activistes, surtout à l’intérieur du pays, ont utilisé d’autres formes un peu moins structurées de e-militantisme, mais toujours aussi efficaces et ciblées. Leurs messages de contestations étaient véhiculés à travers le Web sous diverses formes (Caricatures, critiques satiriques, images, chansons etc.).
A l’époque le choix du site hébergeur ne se faisait pas seulement en fonction de la visibilité mais aussi en fonction des options du contournement de la censure.

### Un cyber-militantisme influent
Le 22 mai 2010, les militants numériques décident de ramener leur lutte dans la dimension réelle. Le militantisme en ligne était le point commun qui a mobilisé un grand nombre de personnes, à l’époque prête pour surmonter la peur et descendre à la rue. Les cyber-militants étaient conscients qu’ils étaient assez nombreux et suffisamment interconnectés pour pouvoir organiser une manifestation réelle dans les rues du capital.
Cette manifestation était l’expression d’un dégout causé par une censure qui a mis en péril le droit constitutionnel de liberté d’expression.
L’appel s’est fait publiquement sur la page Facebook de « Takriz », la page de contestation. La publication rappelle la nécessité de faire attention des autorités publiques et ne porter aucun signe faisant référence à une lutte de caractère politique.
Cette vigilance allait être épargnée en s’approchant de la révolution. C’est à ce moment même où les militants numériques allaient prendre un risque énorme en jouant deux rôles des plus fondamentaux dans la révolution de 2011. Quand les médias traditionnels, encore sous l’emprise de Ben Ali avaient gardé le même discours en essayant de faire oublier l’incident de l’auto-immolation de Mohamed Bouazizi et d’isoler les contestations de la société civile dans la région de Sidi Bouzid, ce sont les médias alternatifs qui ont pris le relais. Le peuple s’est tourné vers la toile, pour s’informer et savoir tout ce qui se passait sur le territoire.
Les vidéos des contestations, et des citoyens en train de se faire violenter par les forces de l’ordre. On les voyait user de leurs matraques et leurs bombes de lacrymogène pour disperser les manifestations mais en vain.
C’est un blogueur et un cyber-activiste de Sidi Bouzid qui a commencé à envoyer les vidéos et les images de ce qui se passait dans la région à ses collègues à Tunis, le capital politique du pays. Grâce au large réseau de cyber-activistes dont on disposait en Tunisie, le contenu qui est une pure initiative citoyenne est devenu viral. Sans cela, des médias internationaux comme Al-Jazeera ou France 24 ne seraient jamais en mesure d’avoir une preuve audiovisuelle des contestations en cours dans le pays.
Maintenant, l’information est disponible en masse sur les réseaux sociaux et que le contrôle de la toile a commencé à s’échapper des mains des autorités publiques, le e-militantisme allait jouer son deuxième rôle. Vers la fin du mois de décembre 2010 et au début de janvier 2011, des pages Facebook étaient créées dans le but d’organiser des manifestations. Les publications se partageaient en masse sur la plateforme, qui contenait un nombre considérable de Tunisiens. La localisations, l’heure précise, les slogans, et pleins d’autres informations étaient précisées dans ces publications qui ont réussi à mobiliser des milliers de citoyens. La fameuse manifestation du 14 janvier 2011 était en partie organisée et promue sur Facebook. Le collectif Anonymous annonce soutenir le mouvement en solidarité avec les manifestations.
Les sites Web de la Bourse de Tunis, du ministère des Affaires étrangères, du ministère de l'Industrie, du ministère du Commerce, du gouvernement ou encore de la présidence de la République sont notamment attaqués.
Des photographies montrant la dispersion de manifestants circulent via Twitter, des vidéos prises depuis des téléphones portables sont mises en ligne et reprises par France 24 et Al Jazeera.
Pour lutter contre le phénomène, les autorités surveillent Facebook et bloquent certaines pages. La police, quant à elle, exerce un filtrage global au niveau des fournisseurs d'accès. Les jeunes organisent des manifestations via Facebook notamment celle du 14 janvier. Le 6 janvier, trois blogueurs « cyberdissidents » sont arrêtés par la police. Certaines pages de médias étrangers comme France 24, Le Nouvel Observateur, la BBC, Rue89 et Al Jazeera sont bloquées, jusqu'à une levée partielle de la censure annoncée par Ben Ali lors de son allocution du 13 janvier.
Les révélations de WikiLeaks sur la corruption du « clan Ben Ali-Trabelsi » et la nature « mafieuse » du pouvoir, traduites et reprises par des sites tunisiens comme Nawaat, ont participé à la flambée de colère contre le gouvernement,,.
Plusieurs personnalités journalistiques tunisiennes soutenaient l'ancien régime et la politique du président déchu Ben Ali. Parmi elles figure Borhen Bsaiess notamment par son apparition télévisée durant la révolution tunisienne sur la chaîne Al Jazeera et dans laquelle il défendait la position du gouvernement vis-à-vis des contestations populaires tunisiennes.

## Débats autour du nom
De nombreux opposants et médias ont parlé de « révolution de jasmin ». Vingt ans auparavant, le président Ben Ali avait déjà nommé sa prise de pouvoir la « révolution au jasmin ». La fleur de jasmin est en effet le symbole de la Tunisie. Cette construction fait aussi écho à d'autres mouvements ayant entraîné la chute de régimes dictatoriaux comme la révolution des Œillets, au Portugal en 1974 ou la révolution des Roses, en Géorgie en 2003.
Le journaliste tunisien Zied El Hani s'attribue la paternité de l'expression « révolution du jasmin ». Le 13 janvier, à la veille de la fuite du président Ben Ali, il met en ligne un texte intitulé « Révolution du jasmin ». Nawaat, un site d'opposants tunisiens utilisait déjà depuis plusieurs semaines un espace spécial sur Twitter : « La révolte de Jasmin ». Sur Facebook, une vingtaine de groupes a repris l'appellation à son compte. L'ensemble des médias français reprend abondamment l'expression sous diverses formes dès le 14 janvier ainsi que les médias arabophones ou anglophones.
Les jeunes Tunisiens puis Égyptiens ont repris les méthodes de la révolution du 5 octobre 2000 en Serbie développées par le mouvement Otpor.
Ce mouvement de résistance non violente, grâce auquel les manifestations non violentes et l'utilisation d'outils modernes comme le téléphone portable et Internet ont permis une mobilisation rapide et une victoire par renversement du président Slobodan Milošević, fut le premier dans l'Histoire à mettre autant à contribution le téléphone portable et l'Internet dans un but révolutionnaire avec un résultat positif.
Des critiques sont émises sur ce nom. Pour le philosophe tunisien Youssef Seddik, l'expression « révolution de jasmin » ne convient pas à cette révolution marquée par « des violences, […] des morts », « peut-être aussi profonde que la prise de la Bastille ».
Le journaliste français, Olivier Malaponti, dénonce « un raccourci journalistique, un cliché, un stéréotype créé par les médias occidentaux, oublieux du sang, de la peur, des morts, des blessés, des familles en deuil ».
Dans la même veine, Michael Ayari et Vincent Geisser soulignent l'absence de connotation sacrificielle dans une expression qui relève selon eux d'un « néo-orientalisme touristique », et une sémantique rappelant celle des deux premières années du règne de l’ « artisan du changement », Zine El Abidine Ben Ali, qui aimait qualifier précisément son « coup d’État médical » de « révolution du jasmin ».
La journaliste Nabihah Gasmi et le militant politique Sadri Khiari pointent que le jasmin est la fleur des banlieues huppées et préfèrent parler, eux, de « révolution de la figue de Barbarie », la « seule fleur autorisée à pousser dans ces régions arides ».
D'après un article du journal Le Monde daté du 17 janvier, de « nombreux jeunes » Tunisiens parleraient de « Révolution Facebook », en lien avec le rôle joué par Internet dans l'organisation des manifestations.
Dans une analyse de Sylvie Kauffmann publiée par Le Monde du 3 février, celle-ci constate que les révoltes tunisienne, égyptienne et jordanienne sont le fait de jeunes diplômés au chômage, totalement connectés et qui utilisent les puissants réseaux sociaux d'Internet à plein, consultant Facebook ou les révélations de WikiLeaks sur leurs smartphones. Elle inclut ainsi la révolution tunisienne dans un mouvement de « révolutions émergentes », d'après l'expression de pays émergents désignant les anciens pays en voie de développement.

#### Situation antérieure à la révolution
- Amin Allal, "Réformes néolibérales, clientélismes et protestations en situation autoritaire. Les mouvements contestataires dans le bassin minier de Gafsa en Tunisie (2008)", Politique africaine, 2010/1 (no 117).
- Nicolas Beau et Jean-Pierre Tuquoi, Notre ami Ben Ali, l'envers du « miracle tunisien », Paris, éd. La Découverte, 1999, réédité 2002 et 2011  (ISBN 2-7071-3710-3)
- Larbi Chouikha et Éric Gobe, « La Tunisie entre la « révolte du bassin minier de Gafsa » et l’échéance électorale de 2009 », in L'Année du Maghreb, V, 2009, Paris, éd. CNRS, p.  387-420, article en ligne
- Larbi Chouikha et Vincent Geisser, « Retour sur la révolte du bassin minier. Les cinq leçons politiques d’un conflit social inédit », in L'Année du Maghreb, VI, 2010, Paris, éd. CNRS, p.  415-426, article en ligne
- Vincent Geisser et Éric Gobe, « Des fissures dans la « Maison Tunisie » ? Le régime de Ben Ali face aux mobilisations protestataires », in L’Année du Maghreb, II, 2005-2006, Paris, éd. CNRS, p.  353-414, article en ligne
- Béatrice Hibou, La Force de l'obéissance. Économie politique de la répression en Tunisie, Paris, La Découverte, 2006.
- Moncef Marzouki, entretiens avec Vincent Geisser, Dictateurs en sursis : une voie démocratique pour le monde arabe, Paris, éd. de l'Atelier, 2009  (ISBN 978-2-7082-4047-6)
- Nicolas Beau et Catherine Graciet, La Régente de Carthage : Main basse sur la Tunisie, éd. La Découverte, Paris, 2009

#### Révolution de 2010-2011
- Amin Allal, « 'Avant on tenait le mur, maintenant on tient le quartier!' Germes d'un passage au politique de jeunes hommes de quartiers populaires lors du moment révolutionnaire à Tunis", Politique africaine 2011/1 (no 121).
- Amin Allal, « Trajectoires 'révolutionnaires' en Tunisie. Processus de radicalisations politiques 2007-2011 », Revue française de science politique 2012/5-6 (vol. 62).
- Amin Allal et Vincent Geisser, « Tunisie : « révolution de jasmin » ou intifada ? » Mouvements, 2011/2 (no 66).
- « Le sourire des Tunisiens de France [15 janvier 2011] », Contrepoint, l'autre point de vue de l'actualité du monde étudiant  (ISSN 2102-0582) no 23 (février 2011) - p. 12-15.
- Jocelyne Dakhlia, Tunisie, le pays sans bruit, Paris, Actes Sud, 2011.
- Choukri Hmed, « Si le peuple un jour aspire à vivre, le destin se doit de répondre. Apprendre à devenir révolutionnaire en Tunisie », Les Temps modernes, no 664, mai-juillet 2011, p. 4-20.
- Choukri Hmed, « Réseaux dormants, contingence et structures. Genèses de la révolution tunisienne », Revue française de science politique, 2012, 62 (5-6), p. 797-820.
- Choukri Hmed, "Répression d'État et situation révolutionnaire en Tunisie (2010-2011)", Vingtième Siècle. Revue d'histoire, 2015, 128, p. 77-90.
- Choukri Hmed, "'Le peuple veut la chute du régime'. Situations et issues révolutionnaires lors des occupations de la place de la Kasbah (2011)", Actes de la recherche en sciences sociales, 2016, 211-212, p. 72-91.
- El Kasbah, Tunisie. Fragments de révolution, Tunis, éd. Simpact, 2014.
- Mohamed Kilani, La Révolution des braves, Tunis, éd. Simpact, 2011.
- Olivier Piot, La Révolution tunisienne, Paris, éd. Les Petits Matins, 2011.
- Pierre Puchot, La Révolution confisquée, Paris, Actes Sud, 2012.
- Eric Borg & Alex Talamba, Sidi Bouzid kids, bande dessinée d', Casterman, 2012.
- Jean-Marc Salmon, 29 jours de révolution, histoire du soulèvement tunisien 17 décembre 2010-14 janvier 2011, éd. Les Petits matins, 2016.
- Youssef Seddik, Unissons-nous ! Des révolutions arabes aux indignés, entretiens avec Gilles Vanderpooten, éd. L'Aube, 2011.
- Jamil Sayah, La Révolution tunisienne: la part du droit, Paris, Éditions L'Harmattan, 2013. (ISBN 978-2-336-00662-8)
- Christian Nduire, Printemps arabe; volonté populaire ou coup d'échecs géopolitique, Montréal, 2019, ASIN B07R6FP5G7,  (ISBN 1095701681 et 978-1095701683)

### Filmographie
- Plus jamais peur (2011) de Mourad Ben Cheikh
- Chroniques de la Revolution de Habib Mestiri (Albert Memmi, Georges Memmi, Claudia Cardinale, Francoise Gallo, Georges Wolinski, Michel Boujenah...)
- À peine j'ouvre les yeux, film franco-tunisien de Leyla Bouzid (avec Baya Medhaffar, Ghalia Benali, Montassar Ayari) où l'on montre l'omniprésence des forces de l'ordre corrompues, des espions du régime, de la censure des arts et de l'importance du RCD.Cf. « À peine j'ouvre les yeux » (fiche film), sur Allociné.
- El Gort, film tunisien de Hamza Ouni (2013, 87 min).
- Brûle la mer, documentaire français réalisé par Nathalie Nambot et Maki Berchache, sorti en 2016.